# Сергий Радонежский

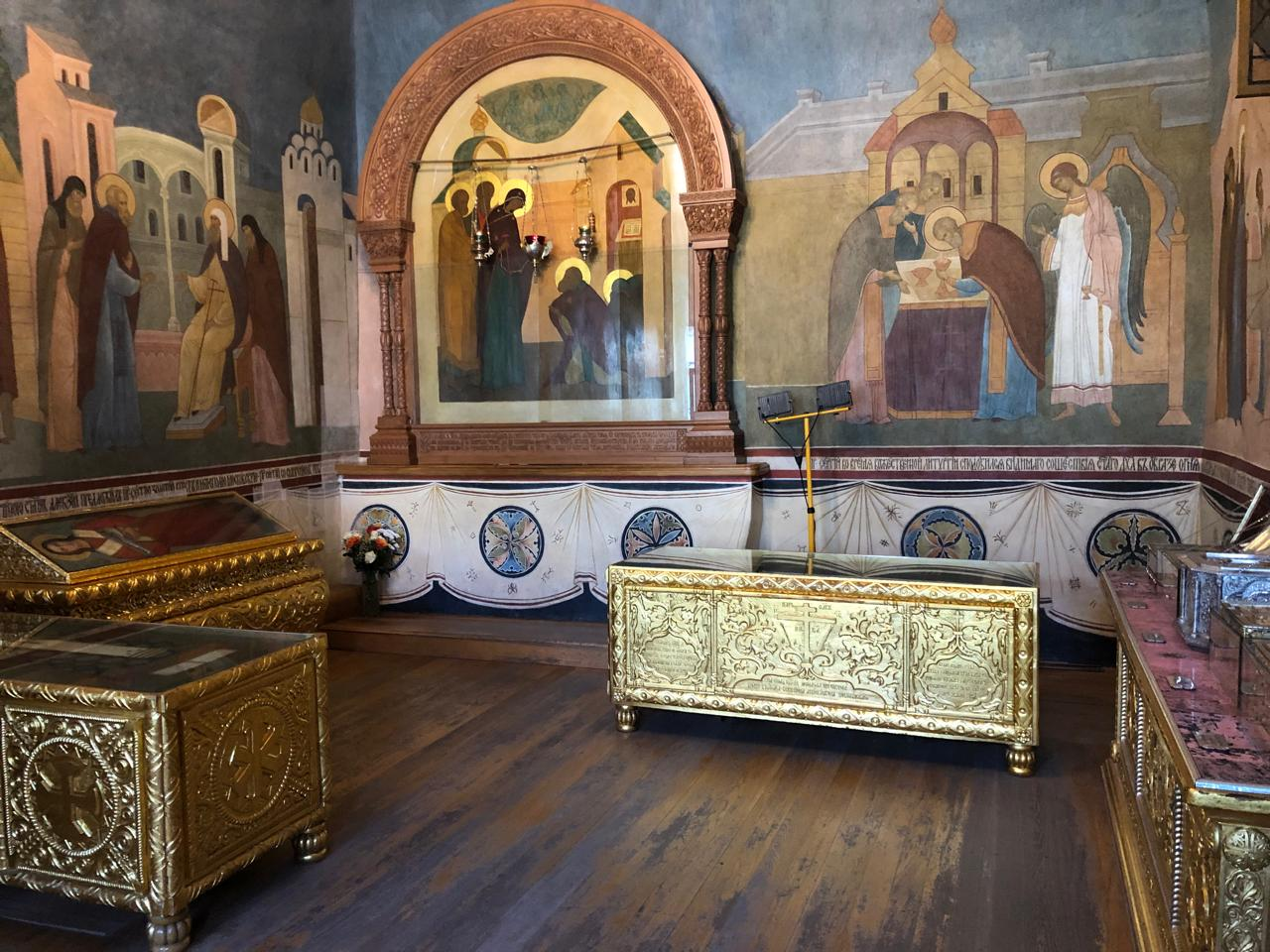
Место явления Богородицы Сергию Радонежскому. Реликварий Троицкого собора Троице-Сергиевой лавры

Се́ргий Ра́донежский, игумен Радонежский, игумен земли Русской, всея России чудотворец (в миру Варфоломе́й, 3 мая 1314 или май 1322, Варницы — 25 сентября 1392, Сергиев Посад) — игумен Русской церкви, основатель ряда монастырей, в том числе Свято-Троицкого монастыря под Москвой (ныне Троице-Сергиева лавра).
По мнению Владимира Легойды, духовный собиратель русского народа, с которым связаны культурный идеал Святой Руси и возникновение русской духовной культуры и русской культуры вообще, по словам Павла Флоренского, «ангел-хранитель России». Письменного наследия не оставил, однако известны его духовные наставления.
Известен также как представитель деятельного исихазма, основоположник русского старчества и возобновитель монашеского общежития, которое идёт от Антония и Феодосия Печерских.
С XV века почитается Русской православной церковью святым в лике преподобных и считается величайшим русским подвижником. С древних времён почитается православными, в том числе старообрядцами. Считается покровителем учащихся.
До начала XX века почитание Сергия Радонежского ограничивалось почти исключительно территорией исторической Руси, однако после революции 1917 года оно распространилось далеко за её пределы, что стало заслугой русской эмиграции.
В 1940 году папа Пий XII признал допустимым почитание святых Восточной церкви, канонизированных до Ферраро-Флорентийского собора, включая Сергия Радонежского, — в первую очередь греко-католиками. С 1969 года по распоряжению папы Павла VI имя преподобного Сергия включено в богослужебный календарь римско-католической церкви.
Дни памяти у православных, старообрядцев и восточных католиков:
- 25 сентября (8 октября) — преставле́ние (кончина);
- 5 (18) июля — обре́тение мощей.

В Русской православной церкви имеются и другие дни памяти.
В приходах западных обрядов римско-католической церкви и в церквах англиканского сообщества день памяти — 25 сентября по григорианскому календарю.

## Биография
Новая философская энциклопедия
 Основным источником о подвижнике является житие, написанное его учеником Епифанием Премудрым около 1418, затем переработанное Пахомием Логофетом и Симоном Азарьиным.
Основной первичный источник сведений о преподобном Сергии — «житие, написанное его учеником Епифанием Премудрым», которое входит в «число вершин русской агиографии».
Епифаний, составляя «Житие», подходил к работе как исследователь, пользуясь многими источниками, включая рассказы о жизни Сергия его старшего брата.
Для «Жития» характерны сообщения о чудесах и отсутствие прямых указаний на год появления на свет будущего святого.

### Нерешённая проблема датировки
Первый жизнеописатель будущего святого, Епифаний Премудрый, указал год его появления на свет, пользуясь затейливой формулировкой:
Хочу также сказать о времени и годе, когда преподобный родился: в годы правления благочестивого, славного и державного царя Андроника, самодержца греческого, который царствовал в Царьграде, при архиепископе Константинополя Каллисте, патриархе вселенском; родился он в земле Русской, в годы княжения великого князя тверского Дмитрия Михайловича, при архиепископе преосвященном Петре, митрополите всея Руси, когда приходило войско Ахмыла.
В результате исследователи сталкиваются с нелёгкой проблемой интерпретации этих данных. В житии, составленном Никоном (Рождественским) в XIX веке, фигурировала дата 3 мая 1319 года, а в «Энциклопедическом словаре Брокгауза и Ефрона» В. Е. Рудаков указал в качестве вариантов 1314 и 1319 годы.
Современные варианты жития в качестве дня его рождения дают 3 мая 1314 года. Современные светские исследователи также не единодушны по вопросу о дате рождения Сергия Радонежского (см. таблицу).
Вообще, важнейшая проблема для историков — отсутствие в житии преподобного Сергия каких-либо дат, за исключением даты кончины. Это и порождает разногласия, связанные с датировками событий его жизни.
В частности, дату рождения преподобного Сергия историки определяют, отталкиваясь от даты его смерти и прожитых им лет. Впрочем, сведения о возрасте при кончине также расходятся и существуют варианты: 70 или 78 лет жизни.
Проблема датировки не ограничивается одной лишь датой рождения. По сути, источники содержат два варианта датировки — «епифаниевский» и «пахомиевский» (см. таблицу).
Как считает Н. С. Борисов, на раннюю дату рождения Сергия (1314 год) указывает сообщение Вкладной книги Троице-Сергиева монастыря, согласно которой преподобный Сергий был игуменом в продолжение 48 лет, и следовательно, он возглавил монашескую общину в 1344 году. Если взять 1314 год, то он стал игуменом в 30 лет; если же взять 1322 год, то он стал игуменом в 22 года. Однако монашеские уставы требовали от игумена достижения «возраста Иисуса», то есть 33 лет. В такой ситуации, продолжает своё рассуждение Борисов, допустить 30-летний возраст игумена как-то можно, но 22 года исключены совершенно.

### Место и обстоятельства рождения
«Преподобный отец наш Сергий родился от родителей благородных и благоверных: от отца, которого звали Кириллом, и матери, по имени Мария», — сообщает Епифаний Премудрый.
В повествовании Епифания не указано точное место рождения преподобного, сказано лишь, что до переселения из Ростовского княжества семья преподобного проживала «в деревне в той области, которая находится в пределах Ростовского княжества, не очень близко от города Ростова». Принято считать, что речь идёт о селе Варницы под Ростовом. Будущий святой получил при крещении имя Варфоломей в честь апостола Варфоломея.

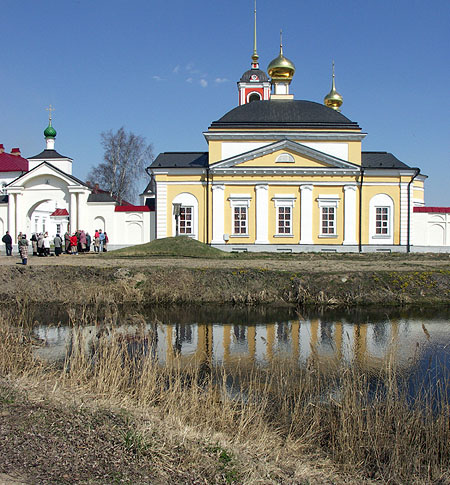
На том месте, где родился Сергий, построен Троице-Сергиев Варницкий монастырь

Как отмечает церковный исследователь Т. О. Крючков, Ростовское княжество ко времени рождения преподобного Сергия представляло собой примечательное явление русской жизни: его территория уходила далеко на север, в нынешнюю Вологодчину; княжество соперничало с Великим Новгородом в освоении нынешнего русского Севера; Ростовская земля была осколком русской домонгольской цивилизации; общий упадок, разделивший русскую историю на Киевский и Московский периоды, коснулся его примерно на столетие позже, и на это время Ростов стал негласным культурным центром Руси.
В Ростове существовали библиотеки и школы, одну из которых посещал отрок Варфоломей, хотя в разорённой Русской земле школы были редкостью.
Ростовскую культурную и религиозную жизнь того времени характеризовало «грекофильство». В Ростове сохранялась греческая церковная и культурная традиция: «тогда было в церкви Святой Богородицы так, что левый клирос пел по-гречески, а правый — по-русски». Святитель Стефан Пермский, прежде чем создать письменность зырян и перевести на язык зырян Священное Писание, отправился в Ростов, чтобы выучить греческий язык. Епифаний, первый составитель Сергиева жития, познакомился со Стефаном в так называемом Григорьевском затворе — училище при монастыре святителя Григория Богослова. Путешествия Епифания по христианскому Востоку (посещение Иерусалима, проживание на Афоне) означают, что он владел греческим языком. Это также указывает на греческий характер обучения в ростовских учебных заведениях. Существует мнение, что греческим языком овладел и Сергий Радонежский.

### Детские годы

Семья Сергия. Памятник родителям в Сергиевом Посаде

Согласно Епифанию, Кирилл и Мария, родители преподобного, имели трёх сыновей: «первый Стефан, второй — этот Варфоломей, третий Пётр…». Когда Варфоломей был в возрасте семи лет, «родители его отдали учиться грамоте», но учёба не продвигалась: хотя «Стефан и Пётр быстро изучили грамоту», Варфоломей учился «как-то медленно и не прилежно». Старания учителя не приносили плодов: «отрок не слушал его и не мог научиться». Варфоломея бранили родители, учитель наказывал, товарищи укоряли, он же «со слезами молился Богу».
Как сообщает Епифаний Премудрый, Варфоломей был отдан родителями учиться грамоте в 7 лет:
Дондеже достиже до седмаго лѣта възрастом, въ егда родители его въдаша его грамотѣ учити.
Энциклопедический словарь Брокгауза и Ефрона так описывал обучение Варфоломея: «Сначала обучение его грамоте шло весьма неуспешно, но потом, благодаря терпению и труду, он успел ознакомиться со Священным писанием и пристрастился к церкви и иноческому житию».

#### Чудесное научение грамоте

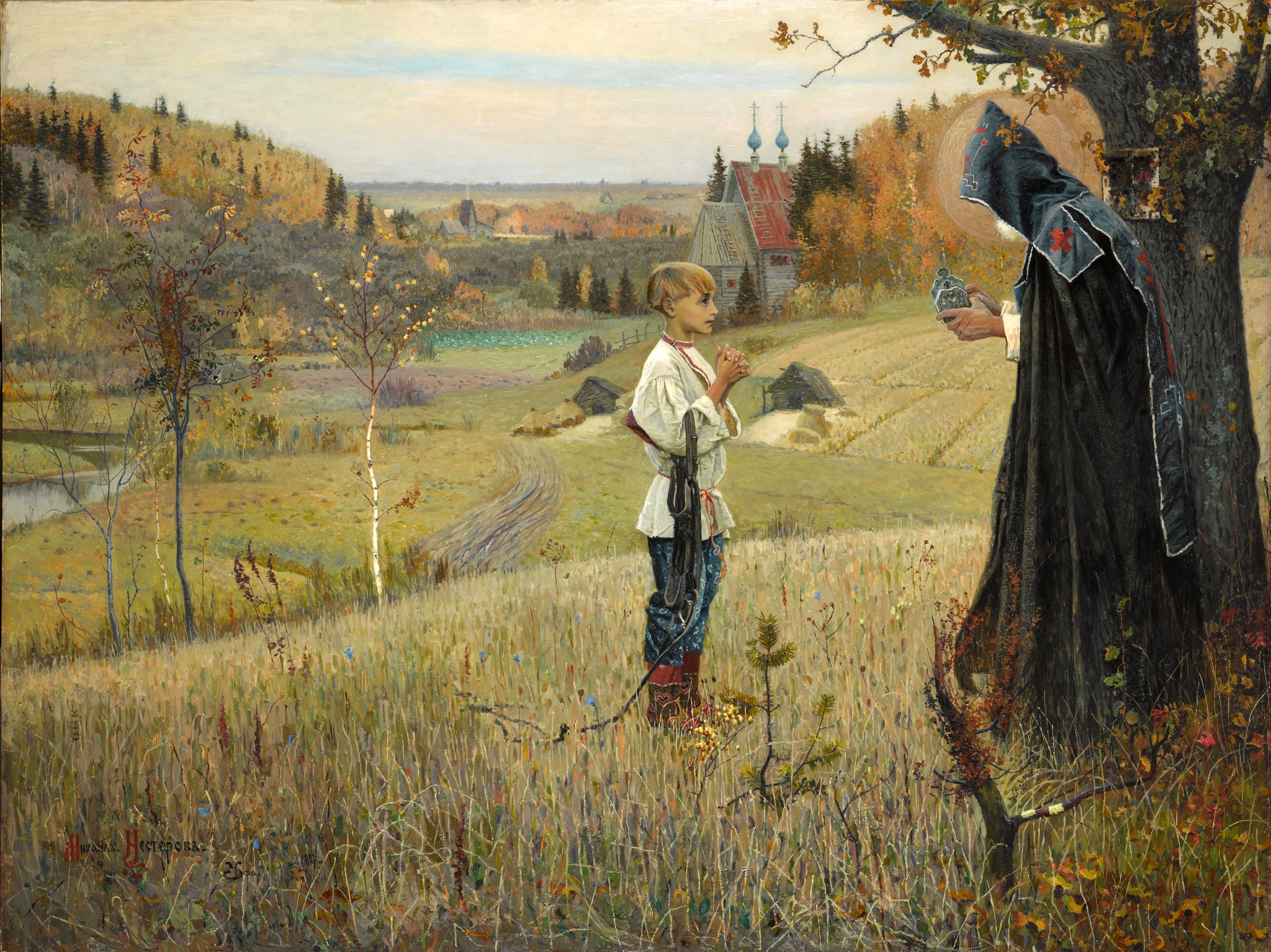
М. В. Нестеров. «Видение отроку Варфоломею», 1890. Государственная Третьяковская галерея

Совершенно иначе рассказывает об этом житие преподобного, которое сообщает о неожиданной встрече Варфоломея с таинственным старцем:
…он увидел некоего черноризца, старца святого, удивительного и неизвестного, саном пресвитера, благообразного и подобного ангелу, на поле под дубом стоящего и прилежно со слезами молящегося.
По окончании молитвы старца Варфоломей сообщил ему о своей неспособности овладеть грамотой и попросил его помолиться Богу. После усердной молитвы старец подал мальчику кусок святой просфоры, который Варфоломей съел, получив от старца предсказание, что с этого дня он будет знать грамоту лучше своих братьев и сверстников, которое вскоре и подтвердилось.
Этот рассказ лёг в основу картины «Видение отроку Варфоломею» художника Михаила Нестерова, а также установленного в Радонеже памятника работы скульптора Вячеслава Клыкова.

#### Первые подвиги
Как сообщает Епифаний Премудрый, ещё до достижения двенадцатилетнего возраста Варфоломей «стал поститься строгим постом и от всего воздерживался, в среду и в пятницу ничего не ел, а в прочие дни хлебом питался и водой; по ночам часто бодрствовал и молился», что послужило источником некоторых разногласий между сыном и матерью, которую беспокоили такие подвиги её сына. Иные сведения о занятиях Сергия в детские годы до нас не дошли.

### Полученное образование
Существует мнение, что в Ростове Варфоломей овладел греческим языком, которое высказывает церковный исследователь Т. О. Крючков, выставляя в поддержку этой точки зрения как греческий характер образования в Ростове, так и другие факты, среди которых — предполагаемая начитанность Сергия в святоотеческой литературе (ещё бедной в те времена на переводы) и свободное владение греческим языком Сергиева племянника (святителя Феодора Ростовского), который с 11 лет жил в Троицкой обители: овладеть греческим будущий святитель мог только в стенах монастыря, будучи научен кем-то из троицкой братии.

### Переселение в Радонеж

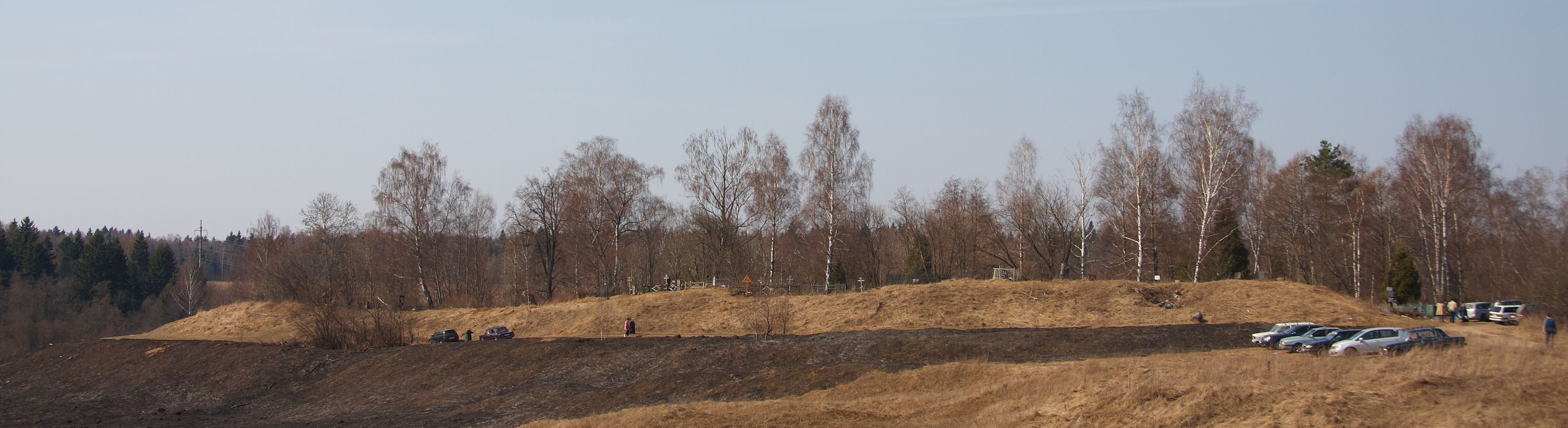
Современный вид на вал Радонежского детинца

Через какое-то время сильно обедневшая семья Варфоломея была вынуждена перебраться в город Радонеж. Епифаний указывает в своём житии, каким образом отец преподобного утратил своё богатство:
Скажем и о том, как и почему он обнищал: из-за частых хождений с князем в Орду, из-за частых набегов татарских на Русь, из-за частых посольств татарских, из-за многих даней тяжких и сборов ордынских, из-за частого недостатка в хлебе.
Но наихудшим бедствием, как сообщает Епифаний, стало «великое нашествие татар, во главе с Федорчуком Туралыком», переход великого княжения к московскому князю Ивану Даниловичу и лишение ростовской знати её власти, имущества, почестей и всего прочего. Назначение и приезд в Ростов московского воеводы Василия сопровождались насилием и многочисленными злоупотреблениями москвичей, которые, согласно Епифанию, вкупе с татарскими набегами, посольствами и данями, а также частыми неурожаями побудили Кирилла к переселению: «собрался он со всем домом своим, и со всеми родными своими поехал, и переселился из Ростова в Радонеж».
В XIX веке считали, что переселение произошло, когда Варфоломею было примерно 12 лет. Сходно и мнение Б. М. Клосса, который считает, что переселение произошло примерно в 1334 году (а рождение — в 1322 году).
Н. С. Борисов не указывает конкретную дату переезда в Радонеж и описывает событие не как собственное решение боярина Кирилла, а как принудительное переселение: «Иван Калита уплатил в Орде долги ростовчан и теперь мог поступать с ними по своему усмотрению», поскольку по тогдашним законам «неисправный должник попадал в полную личную зависимость от своего кредитора».
Другой современный историк, Аверьянов, считает, что переселение произошло в 1341 году, когда Варфоломею было примерно 19 лет. Современный церковный исследователь Т. О. Крючков также полагает, что переселение могло произойти на рубеже 1330-х и 1340-х годов, после неурожаев и голода в Ростовской земле, которые окончательно разорили боярина Кирилла.
Крючков также указывает, что при таких сроках переезда будущий преподобный Сергий вполне мог закончить полный курс обучения в греческих школах Ростова, подкрепляя этим наблюдением мнение о том, что преподобный Сергий свободно владел греческим языком.

### Принятие монашества и основание монастыря
Мнения историков о дальнейших событиях также существенно расходятся. Ниже описываются подходы Борисова и Клосса в сравнении с Епифаниевым житием. Для удобства восприятия информация сведена в таблицы.

#### Пустынное жительство
После смерти родителей Варфоломей отдал свою долю наследства младшему брату, Петру, и направился в Покровский Хотьковский монастырь, где были похоронены его родители и жил старший брат Стефан. Варфоломей уговорил Стефана уйти на пустынное жительство. «Вскоре оба они покинули Хотьково».
После батыева нашествия русское монашество переживало тяжелейший упадок. Большинство монастырей домонгольской Руси располагались в крупных городах или неподалёку от них, что сделало их добычей захватчиков и стало причиной их разгрома и разорения, повсеместно сопровождавшегося почти полным истреблением насельников. По этой причине оказалась прерванной внутренняя связь поколений. Сама эпоха мало располагала к монашеской жизни: большинство монастырей лежало в развалинах, при том, что в любой момент можно было ожидать набега ордынцев, и как следствие, нового разорения обители, гибели или угона в ордынское рабство её насельников. Можно утверждать, что в это время на Руси почти исчезли общежительные монастыри, которые всегда являлись основой подвижнической жизни — школой, где новоначальный инок получал базовые понятия о монашестве, формировал основные навыки молитвенно-аскетической практики. В первое столетие после монгольского нашествия на Руси преобладали особножительные обители. Поскольку большинство из них были городскими или пригородными и к тому же являлись ктиторскими по своему характеру (княжескими или боярскими), обстановка в них мало способствовала аскетическим подвигам. Помимо ктиторских, в данную эпоху существовали небольшие особножительные монастыри, которые возникали вокруг приходских храмов, когда рядом с ним строили свои кельи отдельные иноки. В этих условиях Варфоломей начинает свой путь монаха-отшельника. Это весьма необычно для русской монашеской традиции: считалось, что отшельничество и затвор — удел опытных иноков. Для новоначальных подобное считалось не просто трудным, но и опасным ввиду высокой степени впасть в духовную прелесть. Однако найти в то время опытного наставника, чтобы под его началом пройти первые шаги на поприще монашеской жизни, возможности не было: ни учителей-старцев, ни общежительных монастырей вокруг не было.
Посвящение храма Троице, как отмечает Н. С. Борисов, было чрезвычайно редким явлением: на Руси в ту эпоху предпочитали иные посвящения — в честь Спаса, Богородицы, святых воинов, отцов Церкви. Лишь традиция Киево-Печерского монастыря уделяла Троице большое внимание: и над главными воротами монастыря в начале XII века была поставлена Троицкая церковь.
Согласно житию преподобного, старший брат Стефан «недолго прожил в пустыни с братом своим»: вскоре он «увидел, что трудна жизнь в пустыни, жизнь печальная, жизнь суровая, во всём нужда». Тогда Стефан оставил брата, возлюбившего пустынное жительство, и ушёл в Москву, поселился в Богоявленском монастыре, где познакомился с будущим митрополитом Алексием: «в церкви на клиросе оба, рядом стоя, пели». Великий князь Симеон, узнав о добродетелях Стефана, велел митрополиту Феогносту «поставить его в пресвитеры, облечь его в священнический сан», а затем «велел игуменство ему поручить в том монастыре» и сделал его своим духовником.
Варфоломей, оставшись в полном одиночестве, призвал некоего игумена Митрофана и принял от него постриг под именем Сергия, так как в тот день (7 октября) праздновалась память мучеников Сергия и Вакха. Как указано выше, датировки принятия монашества Варфоломеем разнятся: одна схема предполагает рождение Варфоломея в 1314 году, а постриг в 1337 году (23-летний возраст); другая — рождение в 1322 году, а постриг в 1342 году (20-летний возраст).
Через некоторое время вокруг Сергия начинает селиться братия, и вскоре их стало 12 человек, включая самого Сергия. Впоследствии число учеников значительно увеличилось.
1342 год — одна из предполагаемых дат образования обители, впоследствии Троице-Сергиевой лавры, эту дату предложил Клосс.

### Игуменство Сергия
Сергий был вторым игуменом основанного монастыря (первый — Митрофан) и пресвитером (с 1354 года), посвятил его в сан управляющий делами Русской церкви в отсутствие митрополита Алексея епископ Владимиро-Волынский Афанасий, проживавший в это время в Переяславле-Залесском (из-за чего его неканонически называли также Переяславским). Возможно, епископ Афанасий был близким родственником опального у московских властей боярина Кирилла — отца преподобного Сергия. Запретив просить подаяние, Сергий поставил правилом, чтобы все иноки жили от своего труда, сам подавая им в этом пример.
С начала 1370-х годов положение обители меняется: около 1374 года умерла вдова Ивана Калиты княгиня Ульяна, в удел которой входил монастырь, и Радонеж отошёл князю Владимиру Андреевичу, став его «вотчиной». С этого времени князь Владимир часто посещает монастырь, организует снабжение его всем необходимым (ранее инокам нередко приходилось голодать).

#### Общежитийная реформа
К периоду 1364—1376 годов исследователи относят введение в монастыре общежития — вместо устава скитского (особножительства). Эта реформа связывается с посланием Вселенского Патриарха Филофея, который также прислал игумену крест, параман и схиму. Проведение общежитийной реформы встретило активное противодействие: у части братии возникла мысль «яко не хотети Сергиева старейшинства». Свои права предъявил скрывавшийся в Троицкой обители Сергия от недругов после смерти Симеона Гордого его духовник старший брат Сергия Стефан, сторонник особножития: «И кто есть игумен на месте сем? Не аз ли прежде седох на месте сем?» (слова, изречённые, согласно «Житию», Стефаном).
Вследствие конфликта, не желая деления братии на «партии», Сергий (как оказалось потом, временно) покинул обитель, направился к глубоко почитаемому им Стефану Махрищскому, но смущённый тем, что Стефан сам преклонился перед Сергием и хотел передать ему свою обитель, удалился и основал небольшую обитель на реке Киржач (ныне Благовещенский монастырь).

### Ученики

#### Основание других монастырей
Кроме Троицкого монастыря и Благовещенского монастыря на Киржаче, преподобный Сергий основал ещё несколько монастырей: Старо-Голутвин близ Коломны, Высоцкий монастырь, Георгиевский на Клязьме, во все эти обители он поставил настоятелями своих учеников.
Учениками и духовными чадами преподобного Сергия основано (как при его жизни, так и после смерти) до сорока монастырей; из них, в свою очередь, вышли основатели ещё примерно пятидесяти монастырей. К числу учеников — основателей монастырей относятся:
- Преподобный Авраамий Галицкий, называемый также Городецким и Чухломским, который был одним из первых учеников и постриженцев преподобного Сергия. Из обители Сергия Радонежского он удалился в страну Галицкую. Он основал четыре обители: монастырь в честь Успения Пресвятой Богородицы, монастырь Положения пояса Богоматери, монастырь во имя Собора Богоматери и обитель в честь Покрова Пресвятой Богородицы, где и скончался.
- Преподобный Павел Обнорский, или Комельский. Был келейником у самого игумена Сергия. Потом испросил у старца благословения жить в уединении в окрестных лесах. Основал общежительный монастырь во имя Живоначальныя Троицы.
- Преподобный Сергий Нуромский. Он был грек по происхождению. Основал на реке Нурме монастырь Преображения Господня.
- Сильвестр Обнорский. Основал обитель Воскресения Христова.
- Преподобные Андроник и Савва. Святитель Алексий испросил у преподобного Сергия его ученика Андроника для устроения обители Всемилостивого Спаса в семи вёрстах от Кремля, на речке Яузе в 1361 году. Под руководством Преподобного Андроника воспитался его спостник и преемник по игуменству преподобный Савва.
- Мефодий Пешношский, основатель обители Пешношской, 1361 год.

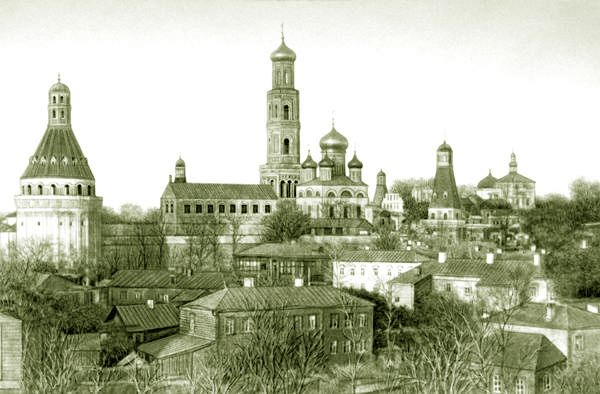
Симонов монастырь, 1882 год

- Преподобный Феодор, в миру Иоанн, родной племянник преподобного Сергия. Основатель Симонова монастыря.
- Кирилл и Ферапонт Белозерские, выходцы из Симоновой обители. Кирилл основал обитель Успения Пресвятой Богородицы (в 1397 году), а Ферапонт основал монастырь Рождества Богородицы (в 1398 году). В 1408 году преподобный Ферапонт перешёл в Можайск и здесь, в версте от города, основал Лужецкий монастырь.
- Преподобный Афанасий, основатель Высоцкого монастыря в Серпухове около 1373 года.

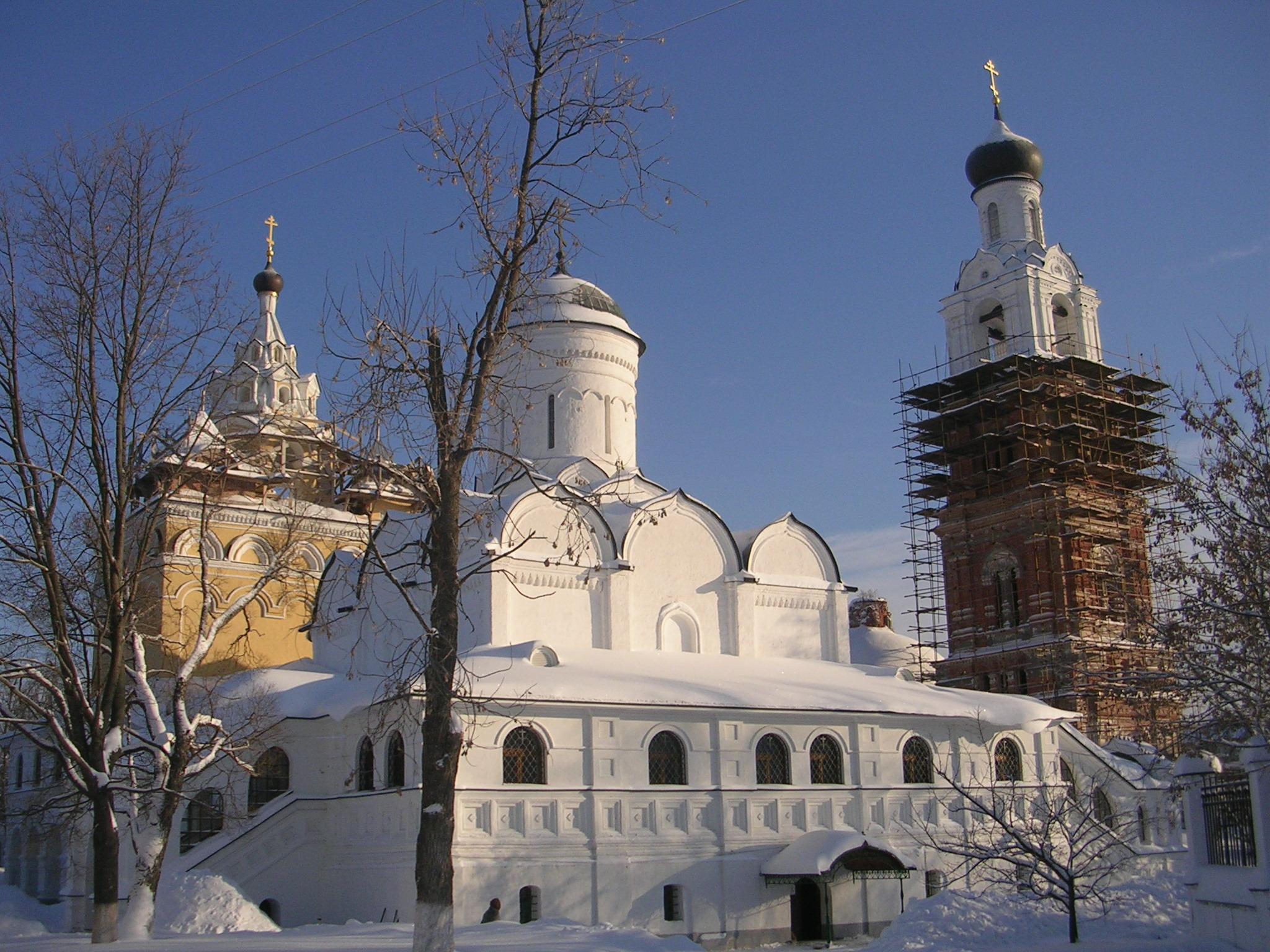
Благовещенский монастырь (Киржач)

- Преподобный Роман Киржачский, основатель Благовещенского Киржачского монастыря около 1374 года.
- Преподобный Леонтий Стромынский, основатель Стромынского монастыря Успения Богоматери на реке Дубенке около 1378 года.
- Преподобный Савва, основатель Дубенского Успенского монастыря. Изображён в Успенском соборе Троицкой Лавры с закрытым правым глазом.
- Преподобный Афанасий пустынник.
- Преподобный Ксенофонт Тутанский основал Тутанский Вознесенский монастырь на берегу реки Тьмы.
- Преподобный Ферапонт Боровенский, основатель Успенского Боровенского монастыря, в десяти вёрстах от города Мосальска (ныне Калужской области).

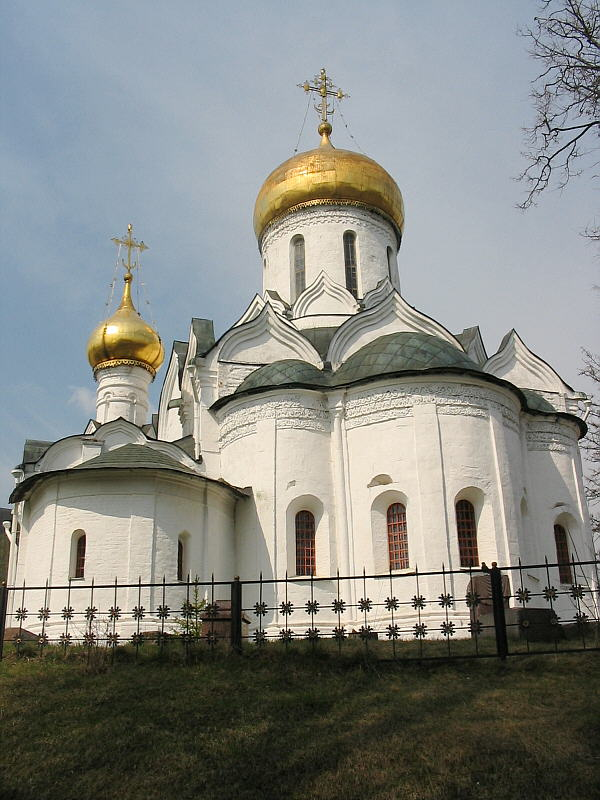
Собор Рождества Богородицы в Саввино-Сторожевском монастыре

- Преподобный Савва Сторожевский после смерти преподобного Сергия и по удалении преподобного Никона на безмолвие шесть лет управлял Лаврою преподобного Сергия. В 1398 году Савва основал близ Звенигорода на горе Стороже монастырь во имя Рождества Богородицы.
- Преподобный Иаков Железноборовский, или Галицкий. Основатель монастыря во имя Предтечи.
- Преподобный Григорий Голутвинский, первый игумен Голутвинского монастыря в Коломне.
- Преподобный Пахомий Нерехтский, основатель Троицкого Сыпанова монастыря близ Нерехты Костромской области.
- Преподобный Никита Костромской, основатель Богоявленского монастыря в Костроме.
- Преподобный Димитрий Прилуцкий, основатель Свято-Никольского Переславского и Спасо-Прилуцкого монастырей.

### Сергий Радонежский и современники

#### Сергий и Стефан Великопермский
В глубокой духовной связи с преподобным Сергием находился Стефан Великопермский, креститель зырян, поэтому в Свято-Троицкой Сергиевой лавре на братской трапезе почитают преподобных Сергия и Стефана в единой молитве.

#### Сергий и митрополит Алексий
Высоко уважавший радонежского игумена митрополит Алексей перед смертью уговаривал его быть ему преемником, но Сергий решительно отказался.
По смерти святителя Алексия, Сергий предлагал великому князю Дмитрию избрать на митрополичью кафедру суздальского епископа Дионисия. Но Дмитрий желал иметь митрополитом своего духовника спасского архимандрита Михаила (Митяя). По повелению князя Михаил был избран в Москве собором епископов в митрополита Московского. Святитель Дионисий смело выступил против великого князя, указав ему на то, что поставление первосвятителя без воли Вселенского патриарха будет незаконно. Митяй вынужден был ехать в Константинополь. Дионисий хотел опередить Митяя и ехать в Константинополь сам, но был задержан и взят под стражу великого князя. Желая освободиться, Дионисий дал обещание не ехать в Константинополь и представил за себя порукою преподобного Сергия. Но как только получил свободу, по вызову патриарха, поспешил в Грецию вслед за Митяем. Своим поступком он причинил много неприятностей Сергию.

### Миротворческая деятельность Сергия Радонежского
По словам одного современника, Сергий «тихими и кроткими словами» мог действовать на самые загрубелые и ожесточённые сердца; очень часто примирял враждующих между собой князей, уговаривая их подчиняться великому князю московскому (например, ростовского князя — в 1356, нижегородского — в 1365, рязанского князя Олега и др.), благодаря чему ко времени Куликовской битвы почти все русские князья признали главенство Дмитрия Иоанновича.

### Куликовская битва

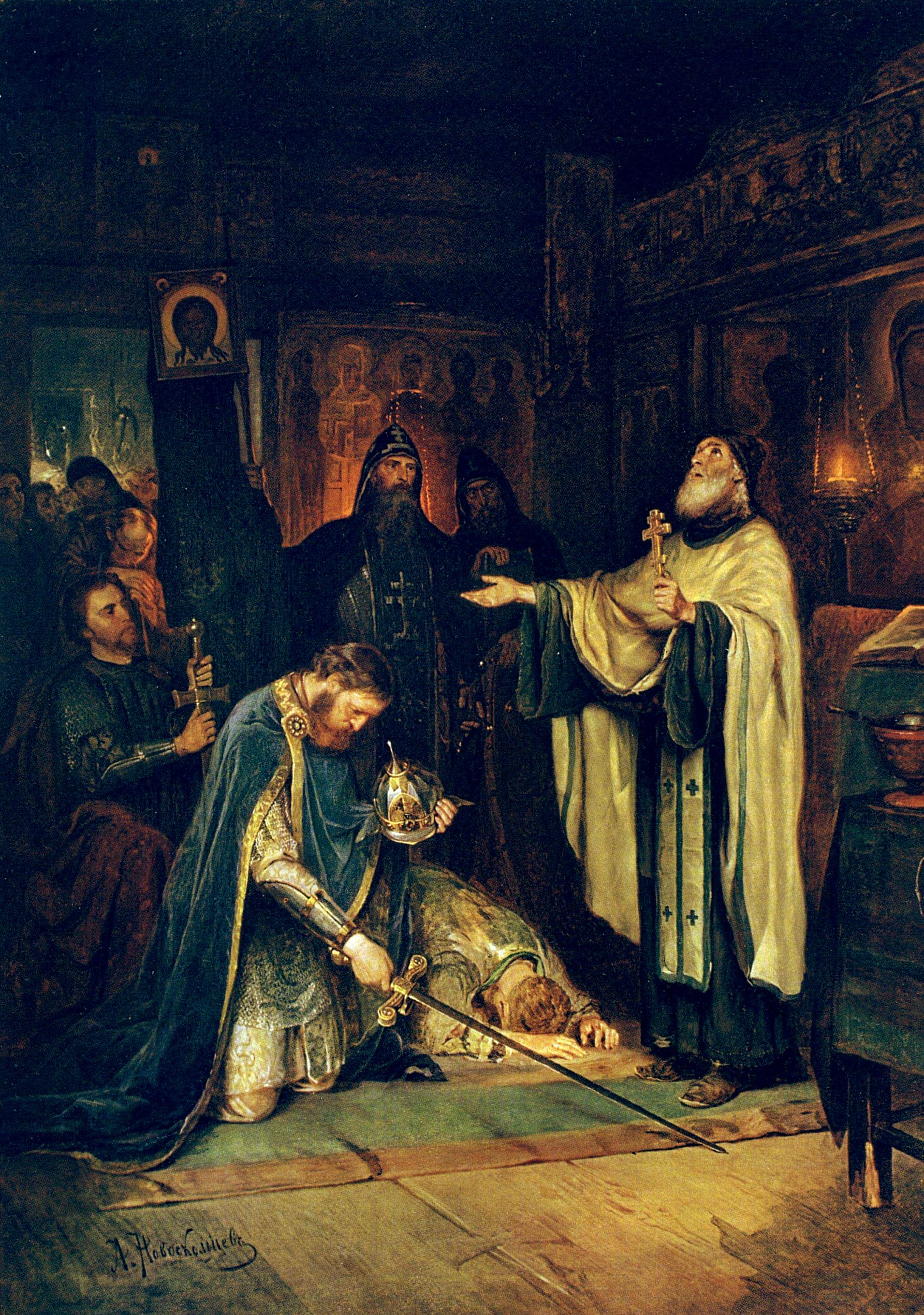
Александр Новоскольцев. Преподобный Сергий благословляет Дмитрия Донского на борьбу с Мамаем

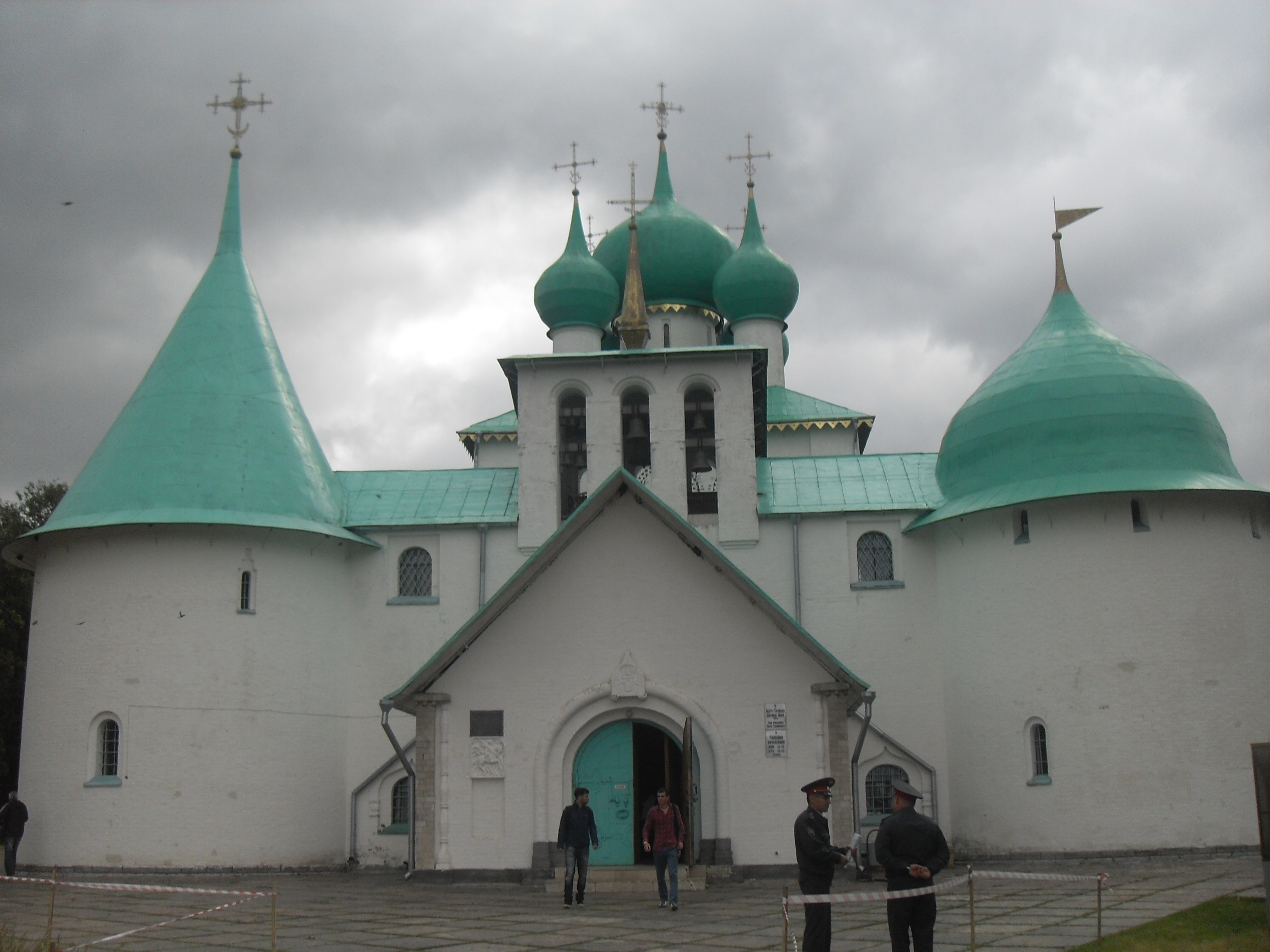
Храм-памятник Сергия Радонежского на Куликовом Поле (1913—1917). Архитектор Алексей Щусев

Наследный правитель Синей Орды хан Тохтамыш с помощью Тимура овладел Белой Ордой. После этого ему предстоял поход на запад, чтобы изгнать Мамая. Чтобы оказать серьёзное сопротивление, Мамаю надо было собрать большое количество людей, поэтому он привлёк воинов-наёмников Востока и Запада. У самого Мамая денег было мало. Он рассчитывал получить ещё большую финансовую помощь от своих союзников — генуэзцев. Те потребовали взамен концессии для добычи мехов и торговли на севере Руси, в районе ростовского Великого Устюга. Мамай пообещал князю Дмитрию Московскому и некоторым его боярам устроить их личные дела, в том числе, молодому князю Дмитрию выдать ярлык на великое княжение в обмен на предоставление концессий. Если бы Дмитрий согласился на эту сделку, то Московское княжество стало бы торговой колонией генуэзцев. И хотя многим предложение показалось выгодным, преподобный Сергий Радонежский заявил, что «на Святую Русскую землю допускать иноземных купцов нельзя, ибо это грех». Авторитет Сергия был настолько высок, что с ним нельзя было не считаться, к тому же его поддержал митрополит Алексий. В результате Москва отвергла предложение Мамая и генуэзцев и тем самым перешла от союза с Мамаем к вольному или невольному союзу с законным наследником ханов Золотой Орды — Тохтамышем.
Как сообщает первый жизнеописатель преподобного Сергия, битве с Мамаем предшествовала встреча князя Димитрия с преподобным Сергием: «Известно стало, что Божиим попущением за грехи наши ордынский князь Мамай собрал силу великую, всю орду безбожных татар, и идёт на Русскую землю; и были все люди страхом великим охвачены». Великий князь Димитрий, впоследствии известный как Дмитрий Донской, «пришёл к святому Сергию, потому что великую веру имел в старца, и спросил его, прикажет ли святой ему против безбожных выступить: ведь он знал, что Сергий — муж добродетельный и даром пророческим обладает». Преподобный Сергий, согласно Епифанию, ответил:
Следует тебе, господин, заботиться о порученном тебе Богом славном христианском стаде. Иди против безбожных, и если Бог поможет тебе, ты победишь и невредимым в своё отечество с великой честью вернёшься.
Получив от преподобного Сергия благословение, великий князь «ушёл из монастыря и быстро отправился в путь». Сергий, согласно Епифанию, своим ответом (вопреки распространённому мнению) не предрёк великому князю безусловную победу и спасение от смерти, поскольку этот ответ содержал слова «если Бог поможет тебе» и по этой причине не был пророчеством. Лишь позже, когда русские воины, выступившие в поход, увидели войско «татарское весьма многочисленное» и «остановились в сомнении», «размышляя, что же делать», неожиданно «появился гонец с посланием от святого», в котором говорилось:
Без всякого сомнения, господин, смело выступай против свирепости их, нисколько не устрашаясь, — обязательно поможет тебе Бог.
В более позднем варианте жития, так называемой «пространной» редакции Пахомия Логофета, изложение этого эпизода меняется и становится несколько двусмысленным, поскольку слова Сергия теперь звучат так: «Господин мой, тебе следует заботиться о вручённом тебе Богом христоименитом народе. Иди против безбожных, и с Божией помощью ты победишь и вернёшься в своё отечество невредимым с великими почестями».) Последующие авторы, похоже, восприняли эту двусмысленную формулировку как твёрдое обещание победы, и Димитрий Ростовский написал: «Затем, осенив князя честным крестом, преподобный пророчески изрёк: — Иди, господин, небоязненно: Господь поможет тебе против безбожных: победишь врагов своих». О том, что Сергий изначально предрёк великому князю победу, говорится и в словаре Брокгауза и Ефрона.
Битву с Мамаем традиционно отождествляют с Куликовской битвой (в числе прочих источников об этом говорится в словаре Брокгауза и Ефрона.) Существует также версия (которую высказал Владимир Кучкин), согласно которой рассказ «Жития Сергия Радонежского» о благословении Сергием Радонежским Дмитрия Донского на борьбу с Мамаем относится не к Куликовской битве, а к битве на реке Воже (1378), и связан с Куликовской битвой как с более масштабным событием уже впоследствии, в более поздних текстах («Сказание о Мамаевом побоище»).

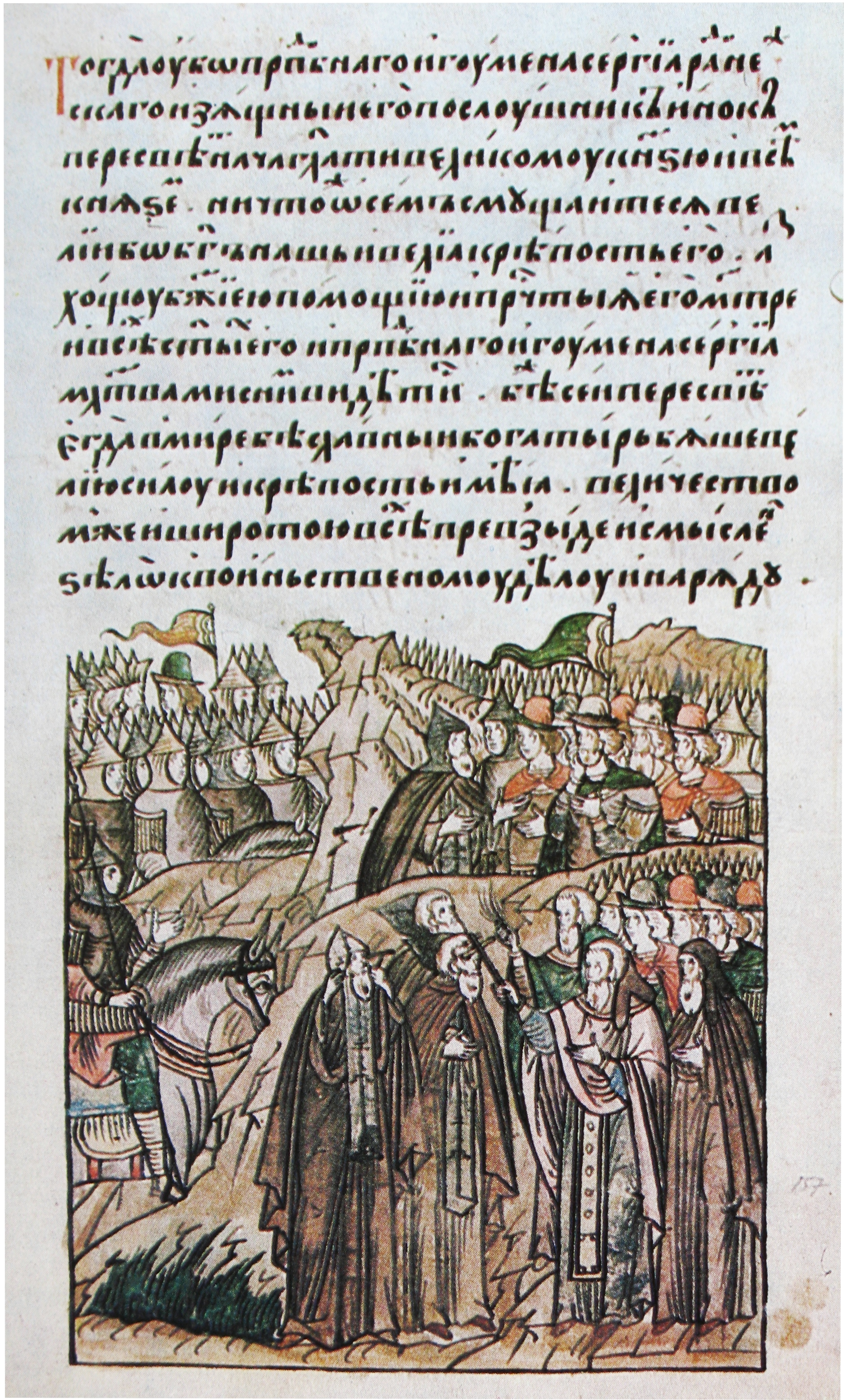
Сергий Радонежский благословляет Пересвета перед Мамаевым побоищем. Миниатюра Летописного свода Ивана Грозного, 1558—1576

Согласно «Сказанию о Мамаевом побоище», Сергий, несмотря на запрет инокам участвовать в боях под угрозой отлучения от церкви и гибели бессмертной души, благословил на битву пожелавших стать добровольцами и выйти против преступников из орды Мамая не только с крестом, но и с оружием в руках двух схимонахов боярского рода — опытных в военном деле Пересвета и Ослябю.
После Куликовской битвы великий князь стал относиться с ещё бо́льшим благоговением к радонежскому игумену и пригласил его в 1389 году скрепить духовное завещание, впервые узаконивающее вместо способствовавшего усобицам и раздробленности лествичного права новый порядок престолонаследия: от отца к старшему сыну.

### Прочее
В 1382 году, когда войско Тохтамыша подступило к Москве, Сергий на некоторое время покидает свой монастырь «и от Тахтамышова нахожения бежа в Тверь» под защиту князя Михаила Александровича Тверского.

### Чудеса при жизни
Согласно Епифанию Премудрому, жизнь преподобного Сергия сопровождалась многочисленными чудесами.

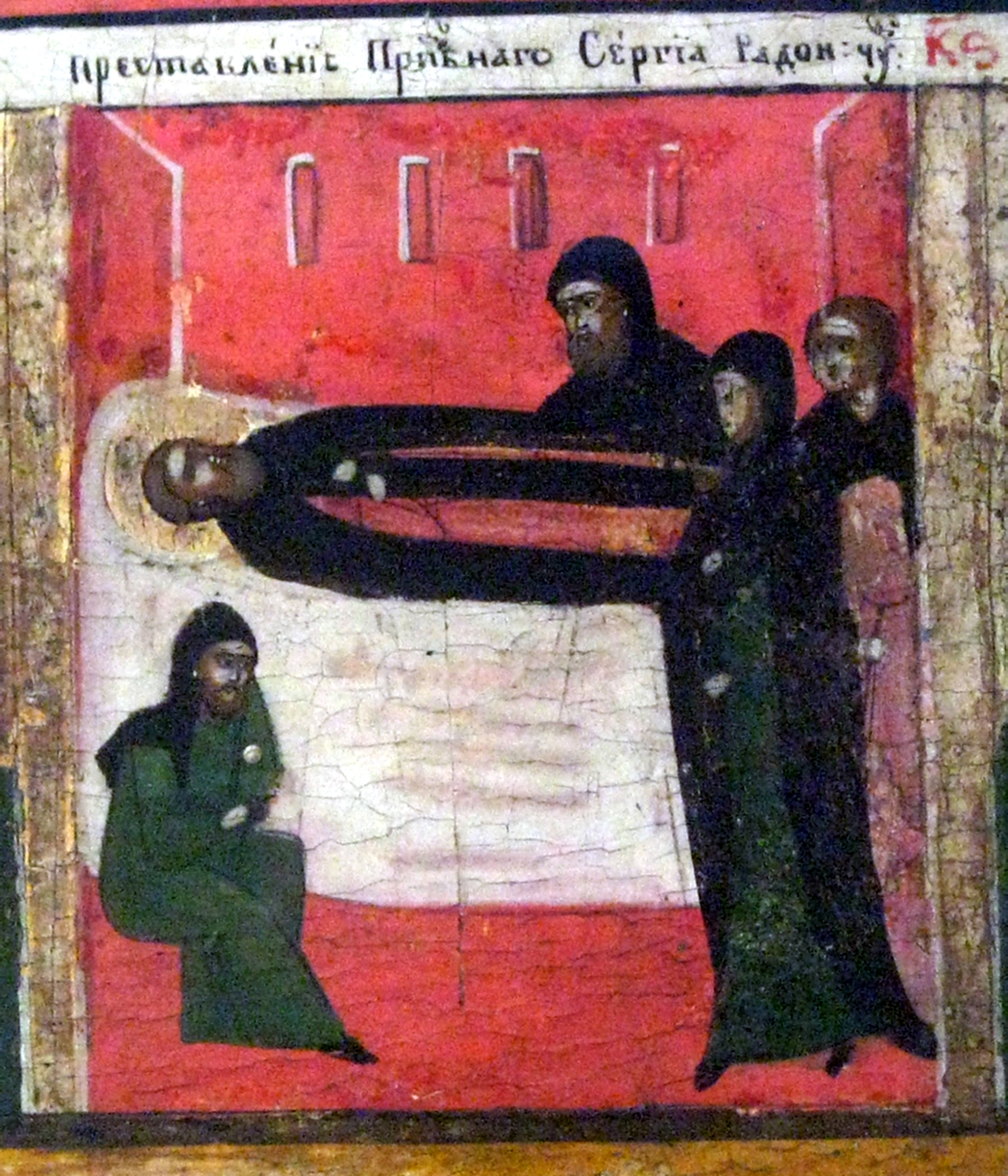
Преставление преподобного Сергия Радонежского

### Старость и кончина преподобного Сергия
Как сообщает Епифаний Премудрый, в трудах, воздержании и молитве преподобный достиг глубокой старости и о смерти своей предуведомил братию монастыря:
Предвидел он за шесть месяцев свою кончину и, призвав братию, вручил игуменство своему самому любимому ученику … по имени Никон.
После того как он дал наставления новому игумену, «Сергий … безмолвствовать начал». Незадолго до кончины Сергий, «видя, что он уже к Богу отходит», в последний раз призвал братию для беседы и наставлений.
И беседу повёл подобающую, и полезным вещам учил, неуклонно в православии оставаться веля, и завещал единомыслие друг с другом хранить, иметь чистоту душевную и телесную и любовь нелицемерную, от злых и скверных похотей остерегаться, пищу и напитки вкушать трезвенные, а особенно смирением украшать себя, страннолюбия не забывать, от противоречия уклоняться, и ни во что ставить честь и славу жизни этой, но вместо этого от Бога воздаяния ожидать, небесных вечных благ наслаждения,
— так передаёт Епифаний Премудрый содержание этой беседы.
Эти наставления преподобного Сергия нередко цитируют так:
Внимайте себе, братие. Прежде имейте страх Божий, чистоту душевную и любовь нелицемерную…
Перед самой смертью Сергий Радонежский «тела и крови Владыки причастился». Кончина пришлась на 25 сентября 1392 года.

### Погребение
Историк церкви Е. Е. Голубинский писал о св. Сергии, что «он приказал было положить своё тело не в церкви, а вне её, на общем монастырском кладбище, вместе со всеми другими». Такое его приказание весьма огорчило монастырскую братию. В итоге «она обратилась со спросом и за советом к митрополиту Киприану», который, «по рассуждении … приказал положить его в церкви на правой стороне».
Современный исследователь А. Г. Мельник считает, что именно стремление «утвердить почитание игумена Сергия» было причиной нежелания «монастырской братии хоронить его вне церкви» и что погребение Сергия в церкви было зачатком его почитания.

## Чудеса
Епифаний Премудрый, первый составитель Жития преподобного Сергия, сообщает о связанных с преподобным Сергием многочисленных чудесах, которых вовсе нет в написанном тем же Епифанием жизнеописании Стефана Пермского. В частности, как сообщает Епифаний, одно из этих чудес предшествовало рождению будущего святого:
И свершилось некое чудо до рождения его: случилось нечто такое, что нельзя молчанию предать.
«Когда ребёнок ещё был в утробе матери, однажды — дело было в воскресенье — мать его вошла в церковь, как обычно, во время пения святой литургии», и перед чтением Евангелия «внезапно младенец начал кричать в утробе матери». Перед пением «Иже херувимы» крик повторился: «внезапно младенец начал вторично громко кричать в утробе, громче, чем в первый раз», — а в третий раз младенец громко закричал после возгласа иерея: «Вонмем, святая святым!».
Другой эпизод, связанный с полученной отроком Варфоломеем чудесной помощью, был описан выше, в разделе «Чудесное научение грамоте», и отражён в картине «Видение отроку Варфоломею», в скульптуре, в иконописи.

### Чудеса по молитвам преподобного Сергия Радонежского
Согласно Житию, преподобный Сергий Радонежский и сам совершил множество чудес.
Историк церкви Е. Е. Голубинский в своей работе перечисляет следующие чудеса преподобного:
- Изведение источника. Поскольку «монахи оказались вынужденными приносить себе воду издалека», возник ропот, и тогда преподобный, «нашедши в одном рву немного дождевой воды, сотворил над нею усердную молитву», после чего открылся обильный источник воды.
- Воскрешение отрока. Один местный житель, имея тяжко больного сына, понёс его к преподобному Сергию. Но когда он вошёл к преподобному в келью и попросил молитв о больном, сын его умер. Убитый горем ушёл за гробом. «Но пока он ходил, преподобный помолился над умершим — и по его молитве дитя ожило».
- Исцеление бесноватого вельможи.
- Исцеление больного бессонницей, который «в продолжение двадцати дней не ел и не спал».
- Наказание лихоимца, который «заставил одного бедного соседа своего уступить ему борова» и «не хотел платить за него денег». Сергий обратился к обидчику обличением и услышал в ответ обещание не только «заплатить за взятую у бедного соседа свинью, но исправить и всю свою жизнь», о котором вскоре забыл, и свиная туша была изъедена червями, «хотя время было зимнее».
- Исцеление греческого епископа. «Слушая многие рассказы о преподобном Сергии, он не хотел верить им…» Но при встрече с преподобным «на него напала слепота», «и неволею исповедал он преподобному своё неверие», после чего преподобный Сергий вернул ему зрение.

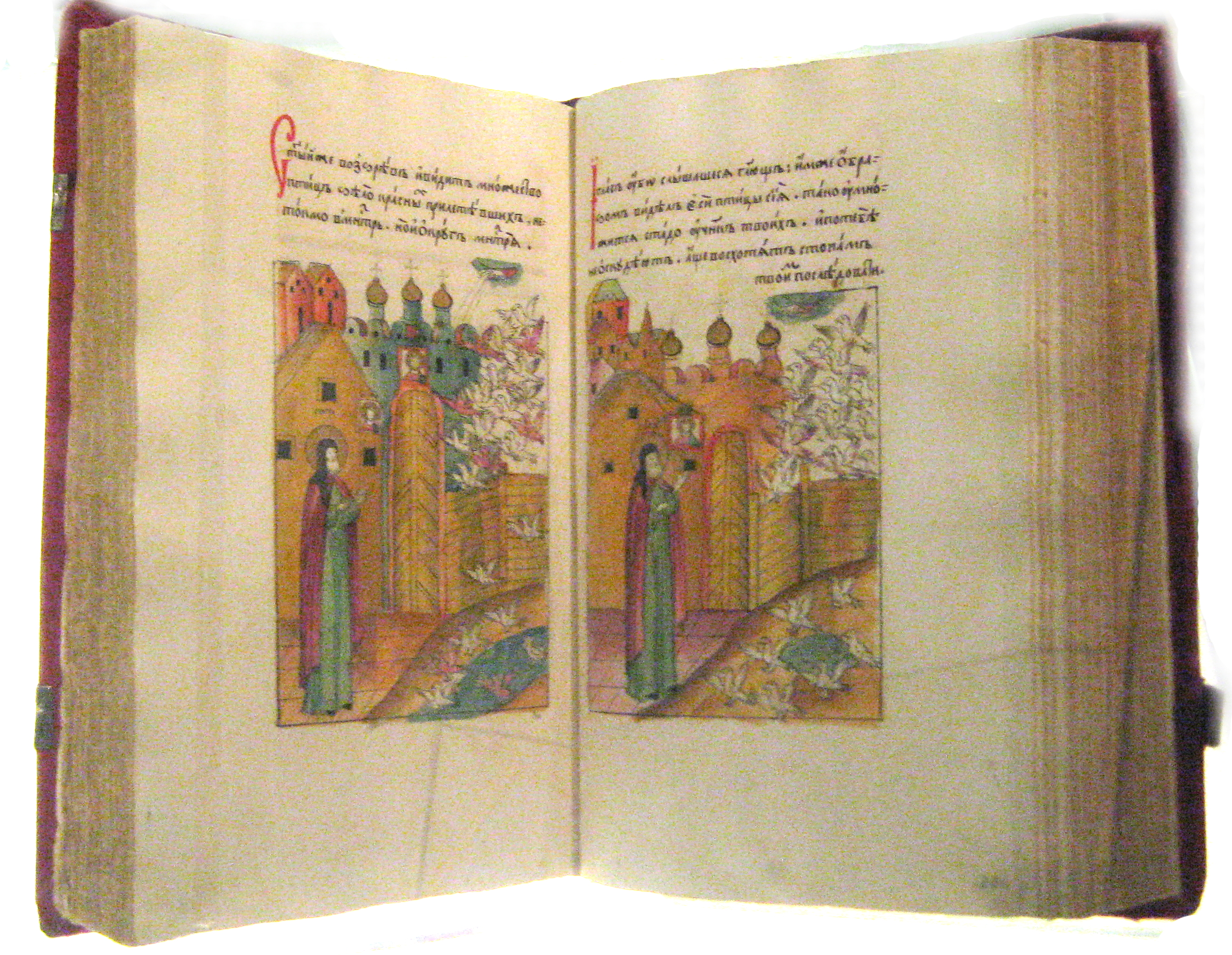
Житие преподобного Сергия Радонежского. На раскрытой странице изображено чудесное видение множества птиц

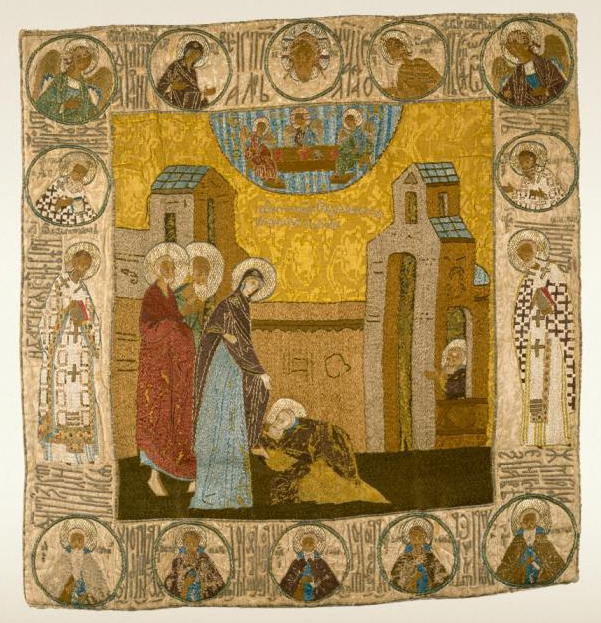
Пелена. Явление Богоматери преподобному Сергию Радонежскому.
Последняя четверть XV века. Москва. Мастерская великой княгини Марии Ярославны. Знаменщик круга Дионисия

### Чудесные видения
Житие преподобного Сергия содержит описание двух чудесных видений. Одно из них таково: поздним вечером или ночью «появился на небе свет яркий, который всю ночную тьму разогнал», и Сергий
увидел множество птиц очень красивых, прилетевших не только в монастырь, но и в окрестности монастыря. И голос был слышен, говорящий: «Как много ты видел птиц этих, так умножится стадо учеников твоих и после тебя не истощится, если они захотят по твоим стопам идти».
Кроме того, согласно житию, преподобному Сергию явилась Богородица «с двумя апостолами, Петром и Иоанном».

### Интерпретация сообщений о чудесах
Интерпретация чудес, точнее, сообщений о чудесах, зависит, конечно же, от мировоззренческой позиции интерпретатора (истолкователя). Очевидно, что материалистически настроенный исследователь, скорее всего, либо предпочтёт игнорировать информацию о чудесах, либо попытается дать ей какое-то иное (символическое, аллегорическое) толкование. Например, Б. М. Клосс предложил толковать описанное выше чудо (троекратный крик нерождённого младенца) как указание на дату рождения преподобного Сергия, но не как подлинное событие.
Когда родился Сергий Радонежский?
Определяя возможное время появления Сергия на свет, Б. М. Клосс указал, что Епифаний в «Житии» приводит легенду, что появление Варфоломея на свет сопровождалось знамениями, которые были истолкованы в том смысле, что тот «явится ученик Святыа Троица» и «сосуд избран Святому Духу». Последнюю фразу можно истолковать как указание на церковный праздник Сошествия Святого Духа на апостолов, отмечаемый на 50-й день после Пасхи. В 1322 г. он приходился на 30 мая.
Интересно, что к символическому истолкованию чуда прибегает и Епифаний. Он «пытается объяснить, во-первых, почему произошло чудо, а во-вторых, почему младенец „провереща“ именно в церкви и именно три раза»:
Усматривая в происшедшем чуде Божественное предзнаменование и свидетельство о богоизбранничестве младенца, Епифаний толкует его в символических образах, а также посредством исторической аналогии.

### Смысл чудес
В 2014 году патриарх Кирилл в интервью журналу «Эксперт» пояснил, что «смысл чудес не в самом факте нарушения законов природы, но в подтверждении близости человека к Богу, Которому всё возможно».
Чудо, отметил Патриарх, является там, «где вера неустойчива»: оно позволяет укрепиться в вере, побуждает к ней, но не принуждает, поскольку пытливый разум всегда имеет возможность «попытаться объяснить чудо естественными причинами». Глубокая вера ищет не чудес, а Бога, отметил Патриарх, и добавил:
Главное чудо преподобного Сергия — он сам.
Таким образом, по мысли патриарха Кирилла, чудо — это, в первую очередь, нравственное преображение и нравственное совершенствование.

### Комментарий Ключевского
Мысль о том, что чудеса в жизни Преподобного не сводятся к необычным событиям, высказывал и русский православный историк XIX века Василий Ключевский, который отметил, что преподобный Сергий примером собственной жизни «поднял упавший дух родного народа, пробудил в нём доверие к себе», показал русским людям, что в них «ещё не всё доброе погасло и замерло»:
…он открыл им глаза на самих себя, помог им заглянуть в свой собственный внутренний мрак и разглядеть там ещё тлевшие искры того же огня, которым горел озаривший их светоч. Русские люди XIV века признали это действие чудом, <…> потому что его источник — вера.
(См. также оценку Ключевским исторической роли Сергия.)

## Написание жития преподобного

### Первое Житие
Как уже говорилось, основной источник наших сведений о св. Сергии Радонежском —
«житие, написанное его учеником Епифанием Премудрым», которое входит в «число вершин русской агиографии» и «является ценнейшим источником сведений о жизни Московской Руси XIV века».
Словарь книжников и книжности Древней Руси
Будучи тоже одной из вершин русской агиографии, Житие Сергия Радонежского, как и Слово о Стефане Пермском, является ценнейшим источником сведений о жизни Московской Руси XIV в. Оно содержит большое количество имён, начиная от людей, переселившихся вместе с родителями Сергия из Ростовской области в Радонеж, и кончая митрополитом и великим князем московским, появляющимися в некоторых его эпизодах. В отличие от «Слова о житии и учении» это житие полно чудесами. В середине XV в. дополнил его в части посмертных чудес, но также кое в чём и сократил и перекомпоновал Пахомий Серб.

#### Личность создателя жития
Первое Житие преподобного было создано Епифанием Премудрым, про которого известно, что он жил в XIV—XV веках, был иноком Троице-Сергиева монастыря, автором житий и произведений других жанров.
«Сведения о Епифании Премудром извлекаются только из его собственных сочинений». Судя по составленному им житию Стефана Пермского, Епифаний, как и Стефан Пермский,
«учился в ростовском монастыре Григория Богослова, так называемом Затворе, славившемся своей библиотекой». Известно, что Епифаний «нередко „спирахся“ со Стефаном о понимании текстов» и по временам выступал как «досадитель». Этот факт «наводит на мысль, что если Стефан и был старше Епифания Премудрого, то ненамного».
Епифаний был хорошо образован:
Огромное в сочинениях Епифания Премудрого количество по памяти приведённых, сплетённых друг с другом и с авторской речью цитат и литературных реминисценций показывает, что он прекрасно знал Псалтирь, Новый завет и ряд книг Ветхого завета и был хорошо начитан в святоотеческой и агиографической литературе.
Кроме того, подобно св. Стефану Пермскому, «и он в какой-то мере выучил греческий язык». Более того, некоторые факты позволяют думать, «что автор много путешествовал и побывал в Константинополе, на Афоне и в Иерусалиме».
Епифаний назван учеником преподобного Сергия в заглавии «Похвального слова Сергию Радонежскому», а Пахомий Логофет, или Серб, сообщает, что Епифаний много лет, от своей юности, «жил вместе с Троицким игуменом». В 1380 году, Епифаний находился в Троице-Сергиевой лавре, будучи «уже взрослым, грамотным, опытным книжным писцом и графиком, а также склонным к записям летописного характера наблюдательным человеком». «Когда умер Сергий Радонежский (1392 г.), Епифаний Премудрый начал делать записи о нём».
К 90-м годам XIV века принято относить написанное Епифанием «Слово о житии и учении святого отца нашего Стефана, бывшаго в Перми епископа», хотя нельзя исключить и начало XV века. Епифаний сообщает, «что он старательно повсюду собирал сведения о Стефане и составлял собственные воспоминания», находясь при этом (по мнению Г. М. Прохорова) «в Москве, в Пермь не ездя». Написанное Епифанием произведение является «ценнейшим историческим источником. Наряду со сведениями о личности Стефана Пермского оно содержит важные материалы этнографического, историко-культурного и исторического характера о тогдашней Перми, о её взаимоотношениях с Москвой, о политическом кругозоре и эсхатологических представлениях самого автора и его окружения».
Составленное Епифанием жизнеописание св. Стефана Пермского примечательно «отсутствием в его содержании каких бы то ни было чудес».
«Умер Епифаний Премудрый не позже 1422 года, времени открытия мощей Сергия Радонежского (об этом он ещё не знает)». Епифаний Премудрый был причислен Русской Православной Церковью к лику святых и почитается как преподобный.

#### Причины написания жития
В самом начале написанного Епифанием Премудрым жития преподобного Сергия Радонежского мы находим такие слова:
Удивляюсь я тому, сколько лет минуло, а житие Сергия не написано.
Историю написания сам Епифаний так излагает в его начале: «Через один или два года после смерти старца <…> начал я подробно кое-что записывать о жизни старца… Были у меня за двадцать лет приготовлены с записями свитки, в которых написаны были некоторые главы о жизни старца для памяти». На протяжении долгих лет, сообщает Епифаний, он ждал, «желая, чтобы кто-нибудь значительнее меня и разумнее меня написал, а я бы пошёл поклониться ему, чтобы и меня он поучил и вразумил».
После долгого и напрасного ожидания «на закате своей жизни, убедившись, что никто другой не взял на себя труд составления жития великого старца, агиограф приступил к написанию» жития преподобного, предварительно испросив совета «неких старцев, премудрых в ответах, рассудительных и разумных».
Епифаний признаёт себя неспособным справиться со стоящей перед ним задачей: «хотя бы я, недостойный, и мог писать, но мне всё же следовало бы со страхом молчать и на уста свои перст наложить, зная свою немощь», — однако перевешивает иное соображение:
Если не будет написано житие старца и оставлено без воспоминания, то не повредит это святому тому старцу… Но мы сами тогда пользы не получим, пренебрёгши таким полезным делом.

#### Особенности языка
Особенностью языка жития преподобного Сергия, как и других средневековых житий, было его обособление от бытовой речи, что поднимало события жизни святого над обыденностью. Из житий по возможности изгонялись «бытовая, политическая, военная, экономическая терминология, названия должностей, конкретных явлений природы данной страны». Однако, в отличие от первого созданного Епифанием жития Стефана Пермского, в жизнеописании преподобного Сергия преподобный Епифаний стремится к большей фактичности и документальности.
Епифаний использует в житии преподобного Сергия Радонежского большое количество слов или оборотов, заимствованных из церковнославянского языка. В житии присутствует как народный русский язык, так и книжный церковнославянский. Также по причине использования в Житии стиля «плетения словес» в нём присутствует большое количество языковых приёмов, не являющихся просто словесной игрой.

#### Иные особенности жития
Стоит обратить внимание, как минимум, ещё на две особенности рассматриваемого первоисточника. Во-первых, год появления на свет будущего святого напрямую не указан, что ставит перед исследователями жизни преподобного Сергия немалые трудности (см. раздел «Дата рождения»).
Другая особенность рассказа первого биографа Сергия Радонежского состоит в том, что привычные современному читателю биографические сведения перемежаются с рассказами о чудесах.

### Пахомий Логофет, или Серб (XV век)
Православная энциклопедия

Пахомия Логофета называют первым профессиональным писателем на Руси, имея в виду тот факт, что он получал вознаграждение за создаваемые им тексты. Работая в разных городах и монастырях, он ориентировался на источники и устные традиции, которые существовали в том или ином месте.
Словарь книжников и книжности Древней Руси

Судя по количеству произведений, Пахомий — один из плодовитейших писателей Древней Руси. Он был писателем, профессионально работавшим на заказ и получавшим за свою работу плату (он об этом пишет сам). Составляя по заказу жития, слова и службы с канонами, Пахомий имел в виду главным образом практические — церковно-служебные цели.
Пахомий Логофет, или Серб, получивший известность своими переработками созданного Епифанием жития преподобного Сергия, начал работать над житием во время своего пребывания в Троице-Сергиевом монастыре (с 1440—1443 годов по 1459 год) и вёл эту работу, по-видимому, по официальному заданию, появлению которого способствовало обретение мощей преподобного Сергия в 1422 году. Появление такого задания, или заказа, было обусловлено, помимо обретения мощей, «канонизацией святого в 1448—1449 годах при митрополите Ионе и необходимостью сделать житие пригодным для церковной службы».
В результате житие пополнилось новыми (посмертными) чудесами, однако
«описание жизни святого также подверглось под рукой Пахомия существенным изменениям: он значительно сокращает пространное житие Епифания, с тем чтобы сделать его пригодным и для церковной службы, усиливает элемент похвалы святому в новом панегирическом стиле, удаляет нежелательные политические намёки».

### Дальнейшая работа над составлением жития преподобного Сергия Радонежского
Как отмечает К. А. Аверьянов, «известно до десятка вариантов жития основателя Троице-Сергиевой лавры», но близкое знакомство с предметом заставляет усомниться в этой оценке.
Дробленкова Н. Ф. в своей работе сообщает, что (помимо Епифания Премудрого и Пахомия Логофета, или Серба) над житием преподобного Сергия в различные годы трудились Герман Тулупов, Симон Азарьин, Димитрий Ростовский, а в XIX веке житие перекладывали на доступный (более современный) язык московский митрополит Филарет и иеромонах Никон, впоследствии архиепископ Никон (Рождественский). Краткая характеристика трудов перечисленных агиографов дана ниже. (В иных источниках можно найти и другие имена: митрополита Московского и Коломенского Платона (Левшина), Патриарха Московского и всея Руси Алексия I и даже императрицы Екатерины II.)

#### XVI век

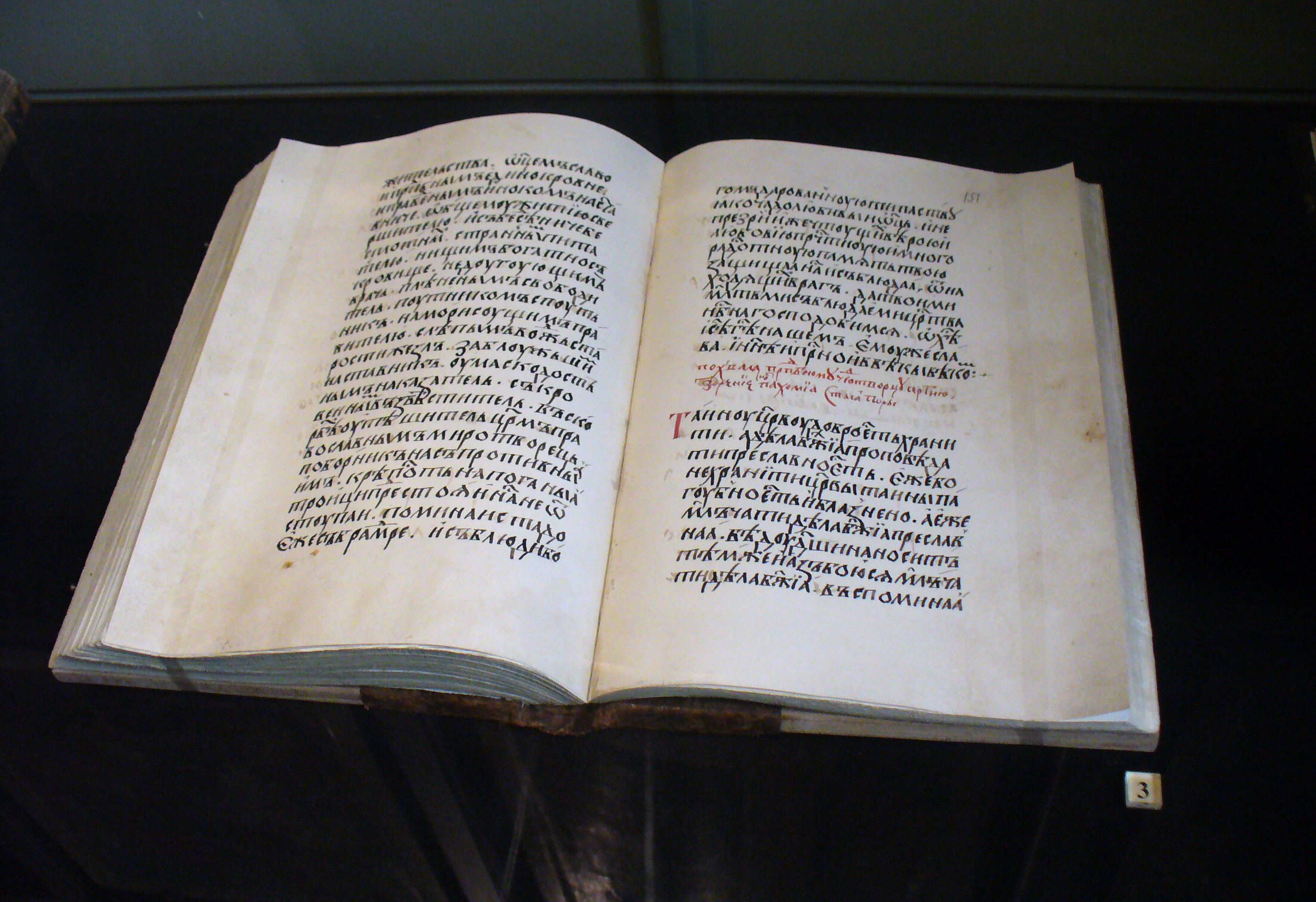
Житие преподобного Сергия Радонежского. Список конца 1520-х годов из Иосифо-Волоцкого монастыря

#### XVII век
В XVII веке над житием преподобного работали Герман Тулупов, Симон Азарьин и Димитрий Ростовский.
Герман Тулупов подключился к работе над житием в связи с созданием Миней Четиих в 1627—1632 годах. «Как установил В. Н. Алексеев, Тулупов обнаружил в библиотеке Троице-Сергиева монастыря рукопись XV века с текстом жития, утратившим 2 листа», и недостающие листы дописал. Существенных редакторских правок в текст жития, судя по всему, не внёс.
Симон Азарьин осуществил «стилистическую переработку Епифаниевской и Пахомиевской редакций с добавлением новых чудес», совершавшихся в продолжение XV—XVII веков. Текст в редакции Симона Азарьина вместе со Службой Сергию, по распоряжению царя Алексея Михайловича, был опубликован с некоторыми изменениями и сокращениями в Москве в 1646 году.
Димитрий Ростовский, работая над своими «Житиями святых», включает в их число свою редакцию жития преподобного Сергия. «Из его примечания к 25 сентября следует, что в основу своего сокращённого текста он взял житие из Великих Миней Четиих».

#### XVIII век
На этот век приходится создание варианта, созданного митрополитом Московским и Коломенским Платоном (Левшиным).
В том же веке было создано «Житие преподобного Сергия Радонежского написанное императрицей Екатериной II». Указание на это произведение как на житие, составленное императрицей Екатериной II и опубликованное историком, археографом и библиографом П. И. Бартеневым упоминает в «Православной энциклопедии» историк В. А. Фёдоров. В то же время Дробленкова Н. Ф. сообщает, ссылаясь на А. Н. Пыпина, что оно представляет собой «не сочинённое императрицей житие, а всего лишь выписки о Сергии Радонежском из Никоновской летописи», и далее отмечает: «В составлении подобных исторических подборок для Екатерины II, как указывает Г. Н. Моисеева, принимали участие профессора Московского университета X. А. Чеботарёв и А. А. Барсов».

#### XIX век
«В широком смысле слова сочинение житий Сергия Радонежского продолжалось и в XIX веке». Именно тогда увидели свет следующие житийные сборники:
- Муравьёв, Андрей Николаевич, Жития святых Российской Церкви, также иверских и славянских, т. 1—12, 1855—1858; 2-е изд. 1859—1868;
- Филарет, епископ Черниговский, Русские святые, чтимые всей Церковью или местно: Опыт описания жизни их. Чернигов, 1861—1864 (2-е издание — 1863—1865, 3-е издание — 1882).

В этот же период времени вышли в свет отдельными изданиями:
- Житие преподобного Сергия Радонежского, составленное московским митрополитом Филаретом. Издание с другими словами и речами, произнесёнными во время управления московской епархией. М., 1835; 2-е изд. М., 1848[43];
- Житие и подвиги преподобного и богоносного отца нашего Сергия, игумена Радонежского и всея России чудотворца / Сост. иеромонахом Никоном. М., 1885; 2-е изд. М., 1891; 3-е изд. М., 1898[43].

#### Рубеж столетий
Работа над житием преподобного Сергия иеромонаха Никона, впоследствии архиепископа Никона (Рождественского), плавно перетекла в XX век. В предисловии к изданию 1904 года данный автор, излагая причины написания своего жития, отмечает отсутствие «простого полного перевода жития, написанного Епифанием» при наличии «более десятка разных житий Преподобного Сергия», считая лучшим из них «то, которое составлено святителем Московским Филаретом»:
По своим достоинствам внутренним это житие – слиток золота, но, как предназначенное для церковного чтения, оно по необходимости отличается краткостию и опускает многие подробности, драгоценные для благоговейных почитателей памяти великого угодника Божия.
Точно так же он признаёт слишком краткими жития, составленные Филаретом, архиепископом Черниговским, и А. Н. Муравьёвым: «ни то ни другое также не имеют желанной полноты, потому что составители этих житий, описывая жития всех Русских Святых, по необходимости старались быть краткими в изложении». Издание 1904 года оказалось пятым, и оно до сих пор широко переиздаётся.

### Переводы жития на другие языки
Диакон Георгий (Юрий) Максимов, известный богослов и религиовед, сообщает о многочисленных переводах жития Сергия Радонежского на другие языки:
- языки традиционно православных стран (болгарский, греческий, грузинский, румынский, сербский);
- языки европейских неправославных стран (английский, немецкий, французский, итальянский, испанский, голландский, финский, польский);
- азиатские языки (тайский, японский, китайский, урду).

## Почитание преподобного Сергия

### Мощи преподобного Сергия Радонежского
Через 30 лет, 5 июля 1422 года, были обретены нетленными его мощи, о чём свидетельствовал Пахомий Логофет.
Когда Священный Собор открыл чудотворный гроб... все увидели чудное и умиления достойное зрелище: не только честное тело святого сохранилось целым и светлым, но и одежда, в которой он был погребён, оказалась целой, совершенно не тронутой тлением... Увидев это, все прославили Бога, ведь тело Преподобного, столько лет находившееся во гробе, сохранилось невредимым.
День 5 (18) июля является одним из дней памяти святого.
«За всю историю монастыря его главная святыня перемещалась только в случае серьёзной угрозы её утраты». Дважды, в 1709 году и в 1746 году, причиной послужил пожар. В первом случае мощи вынесли на прилегающую к монастырю Красногорскую площадь, а во второй — на незастроенную окраину города. «Во время войны с Наполеоном в 1812 г., когда русские войска оставили Москву, мощи вывезли в Кирилло-Белозерский монастырь».

#### Вскрытие мощей в первые годы Советской власти

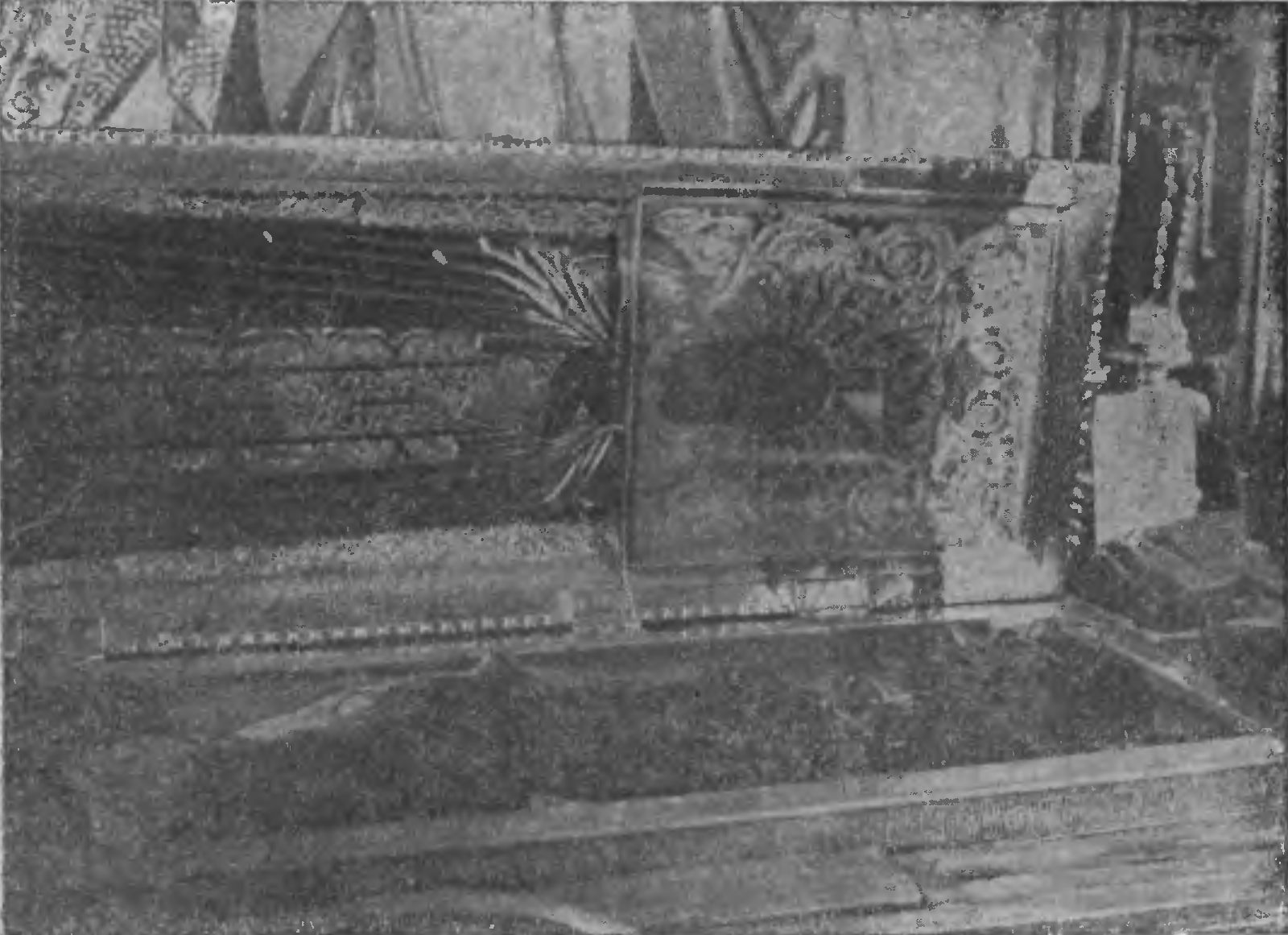
«…Всё рассыпалось. Всюду масса мёртвой моли, бабочек и личинок. В области грудной клетки лежат в беспорядке кости ручных кистей…»

11 апреля 1919 года в рамках общей кампании атеистической пропаганды, после того как 1 февраля 1919 года Народный комиссариат юстиции РСФСР издал постановление об организованном вскрытии мощей, мощи Сергия Радонежского были вскрыты в присутствии специальной комиссии с участием представителей Церкви. Когда начали снимать покровы, то каждое действие вскрывающих было снято кинематографическими и фотографическими аппаратами. Останки Сергия были найдены в виде костей (при этом малые берцовые кости найдены полуразрушившимися, соответствующими возрасту 500-летнего разрушения) и фрагментов грубого монашеского истлевшего одеяния, в котором он был похоронен; часть костей — ступни ног — полностью разрушались. В черепе оказалась прядь волос русо-рыжеватого цвета, тщательно завёрнутая в провощённую бумагу недавнего происхождения. По окончании освидетельствования комиссия составила акт. Затем всем присутствующим было предложено осмотреть мощи, для чего каждый проходил мимо раки. Протокол вскрытия подписали: секретарь, член Сергиевского исполкома Шаталин, О. Ванханен, доктор Гвоздинский, доктор Попов, представитель Народного комиссариата юстиции Михаил Галкин, представитель губисполкома М. Семёнов, архимандрит Кронид, игумен Анания, представитель Наркомата здравоохранения Ловягин, член партии коммунистов И. Золотов, иеромонах Евфросин, А. Лобаторин, иеромонах Самуил, представитель Рогачёвской волости Запевагин, Опихтин, архимандрит Аполлос, иеродиакон Сергий, Большаков, доктор Гуревич, А. Петренко и другие. Процесс вскрытия мощей снимался на киноплёнку, эти кадры, наряду с аналогичным вскрытием мощей Тихона Задонского, вошли в один из хроникальных атеистических фильмов, распространённых в то время.
Мощи преподобного Сергия после вскрытия были переданы в качестве экспоната Сергиевскому историко-художественному музею, расположившемуся в Троице-Сергиевой лавре. Монастырские стены мощи покинули перед угрозой фашистской оккупации. «Опечатанная рака вместе с музейными фондами осенью 1941 г. была эвакуирована в глубокий тыл, в город Соликамск Пермского края».
Согласно преданию, сохранённому в семье Флоренских, перед вскрытием раки глава преподобного Сергия была подменена. О предстоящем вскрытии мощей стало известно Павлу Флоренскому, и чтобы защитить мощи от возможности полного уничтожения, глава была тайно отделена от тела и заменена головой погребённого в лавре князя Трубецкого. До возвращения мощей Церкви глава преподобного Сергия хранилась отдельно.

#### Возвращение мощей в послевоенные годы

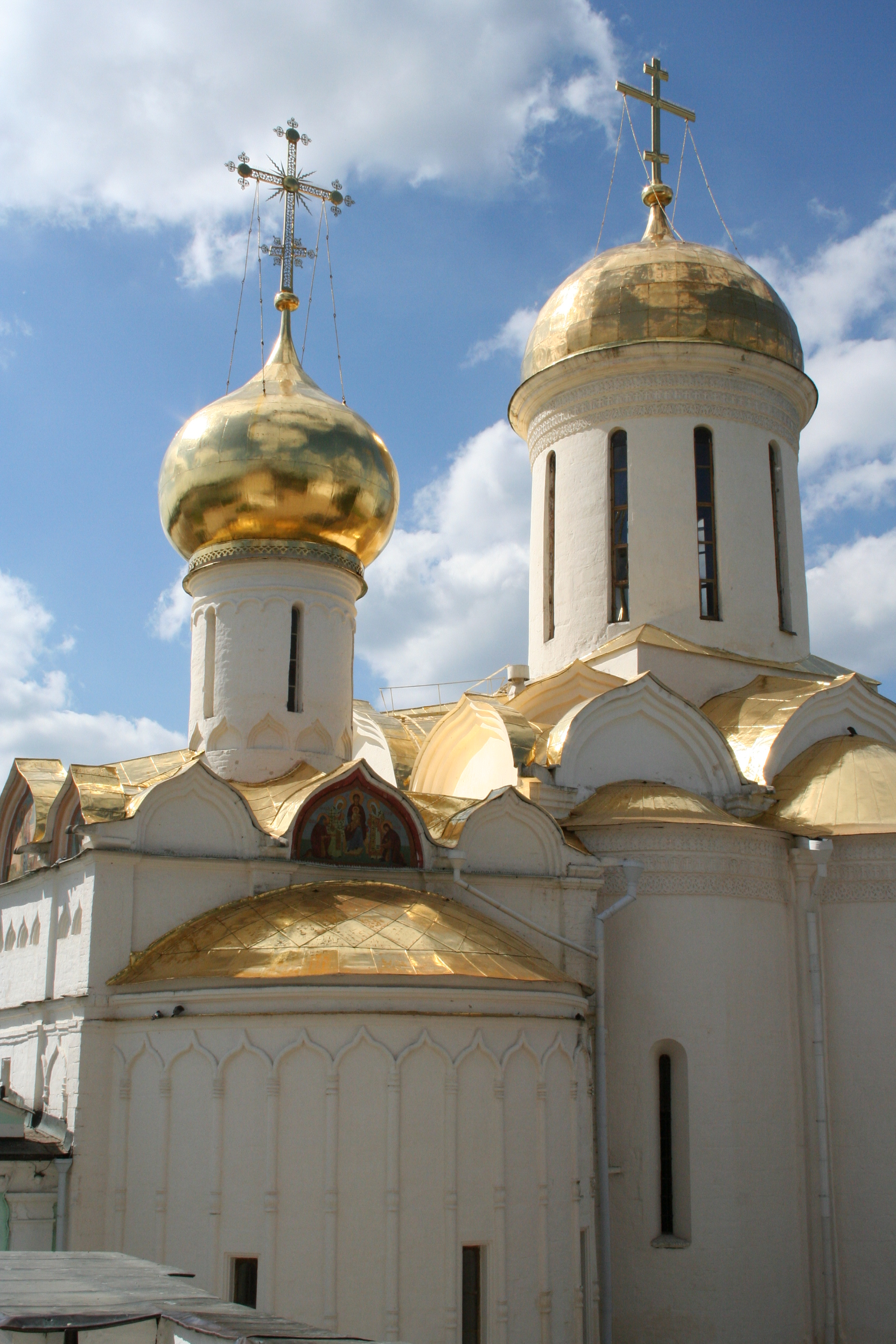
Троицкий собор Троице-Сергиевой лавры

Мединский: Мощи Сергия Радонежского чудеса творят?
Аверьянов: Вы знаете, когда я писал книжку про Сергия Радонежского, поскольку я всё-таки историк, я сказал: «Богу – Богово, кесарю – кесарево». То есть, я писал только о светской жизни. Но чудеса, они зафиксированы, во всяком случае, каждый желающий может прочитать.
В 1946 году, после Великой Отечественной войны и открытия лавры, мощи были возвращены Московской патриархии. Это случилось накануне Пасхи, в Великую Субботу 1946 года, когда мощи были перенесены из Троицкого собора, который оставался за музеем, в Успенский.
В настоящее время мощи преподобного Сергия пребывают в Троицком соборе Троице-Сергиевой лавры.

### Канонизация

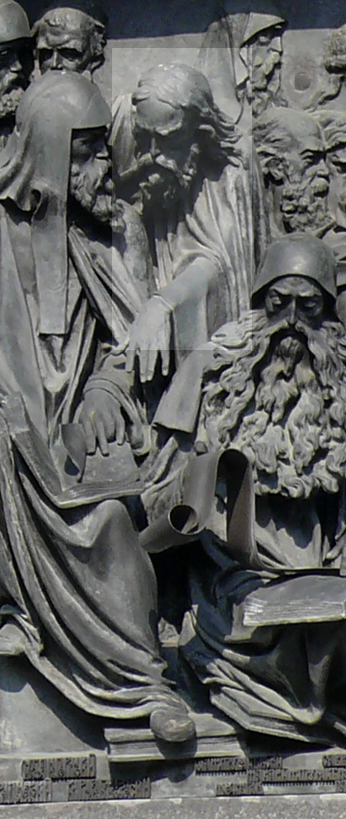
Св. Сергий Радонежский на Памятнике «1000-летие России» в Великом Новгороде

Почитание Сергия Радонежского возникло раньше, чем появились формальные правила канонизации святых (до Макарьевских соборов русская церковь не знала обязательной соборной канонизации). Поэтому нет документальных известий о том, когда и как началось его почитание как православного святого и кем оно было установлено. Возможно, что Сергий «сделался общерусским святым сам собою, по причине своей великой славы». Уже в 1427 году, спустя пять лет после обретения мощей Сергия, на его родине в Варницах был основан Троице-Сергиев Варницкий монастырь (ныне подворье Свято-Троицкой Сергиевой лавры).
Максим Грек открыто высказывал прямые сомнения в святости Сергия. Причина сомнений была в том, что Сергий, как и московские святители «держали города, волости, сёла, собирали пошлины и оброки, имели богатства». (Здесь Максим Грек примыкает к нестяжателям.)
Церковный историк Е. Е. Голубинский не даёт однозначных сообщений о начале его почитания. Он упоминает две княжеские грамоты, написанные до 1448 года, в которых Сергий называется преподобным старцем, но считает, что в них он указан пока как местночтимый святой. По его мнению, фактом причисления Сергия к лику святых для общецерковного почитания служит грамота митрополита Ионы к Дмитрию Шемяке, датируемая 1449 или 1450 годом (неопределённость года вызвана тем, что неизвестно, когда именно старое мартовское летоисчисление было заменено сентябрьским). В ней предстоятель Русской церкви называет Сергия преподобным и ставит его рядом с другими чудотворцами и святителями, угрожая лишить Шемяку «милости» московских святых. Голубинский считает, что общецерковное прославление Сергия Радонежского вместе с преподобным Кириллом Белозерским и святителем Алексием было одним из первых деяний митрополита Ионы после возведения его на кафедру.
В ряде светских энциклопедий указано, что Сергий причислен к лику святых в 1452 году.
Некоторые светские историки считают, что Сергий причислен к святым по политическим мотивам волей великого князя Василия Тёмного. Великий князь включил Сергия в число московских святых не специальным актом, а по частному случаю, в договорной грамоте 1448 года с князем Иваном Можайским.

#### Сергий Радонежский и католицизм
Информация о почитании Сергия Радонежского католиками до II Ватиканского собора и включения его имени в общецерковный мартиролог римско-католической церкви в 1969 году разноречива.
Журнал «Наука и религия» приводит такой рассказ: «После ареста священника Николая Александрова отец Сергий в 1925 году возглавил общину русских католиков в Москве… <…> Тернистый путь Соловьёва был омрачён и столкновением с реальной позицией католической иерархии — тогда ещё очень консервативной — по отношению к восточному обряду и русским католикам вообще».
Отец Сергий Соловьёв, руководитель описываемой в журнале московской общины, выражал уверенность в незыблемости «восточных обрядов и традиций», гарантией чему служит «многовековая, неизменная политика пап», хотя и признавал: «Конечно, могут быть отдельные злоупотребления…» В итоге он столкнулся с этими «злоупотреблениями» в 1929 году, «когда послал свою рукопись о преподобном Сергии Радонежском в Рим». В ответ на рукопись цензор дал заключение:
Нельзя говорить о Сергии Радонежском как о святом, потому что в Русской Церкви не было святых после разделения Церквей.
«Вопрос о почитании преподобного Сергия и других русских святых, живших до Флорентийского собора 1439 года, получил своё благоприятное разрешение только в период понтификата Пия XII», — сообщает Марк Смирнов, автор цитируемой статьи. Диакон Георгий (Юрий) Максимов подтверждает: «В 1940 году папа Пий XII признал преподобного Сергия Радонежского в числе нескольких древнерусских святых, чьё почитание благословлялось для русских католиков», — и добавляет: «Хотя это решение, по-видимому, было продиктовано желанием содействовать католическому прозелитизму среди русских, однако в результате почитание преподобного Сергия распространилось и на католических приходах латинской традиции, никак не связанных с Россией». В подтверждение своих слов Максимов цитирует американского католического священника Роберта Макнамару.
В настоящее время почитается как святой римско-католической церкви, его имя с 1969 года впервые включено в общецерковный мартиролог по распоряжению папы Павла VI, день его памяти у римо-католиков — 25 сентября по григорианскому календарю, его житие представлено в онлайновом житийном сборнике католических святых. При этом почитание Сергия Радонежского в греко-католической церкви Речи Посполитой существовало уже в XVIII веке.

### Дни памяти
Память преподобного Сергия празднуется в православных и старообрядческих церквах и в церквах восточных католиков 25 сентября (8 октября) (преставление), 5 (18) июля (обретение мощей).
В Русской православной церкви память Преподобного отмечается также
- 23 мая (5 июня) — Собор Ростово-Ярославских святых[73];
- 23 июня (6 июля) — Собор Владимирских святых[73];
- 6 (19) июля — Собор Радонежских святых[73];
- 24 августа (6 сентября) — Собор Московских святых[73] (указана дата переходящего празднования в 2015 году[73], общее правило — воскресенье перед 26 августа (8 сентября)[74]).
- Собор всех святых, в земле Русской просиявших

Кроме того, 24 августа (6 сентября) в Троице-Сергиевой лавре празднуется явление Богородицы преподобному Сергию.
В приходах западных обрядов римско-католической церкви и в церквах англиканского сообщества память Преподобного Сергия отмечается 25 сентября по григорианскому календарю.

### Иконография

#### Древнейшие изображения
Самое древнее изображение преподобного Сергия — шитый покров, выполненный в 1420-х годах, ныне находится в ризнице Троице-Сергиевой лавры.
Вскоре после обретения мощей преподобного в 1422 году его образ появился на богослужебной утвари. Об этом свидетельствует гравированное изображение святого на серебряной золочёной пластине оклада Евангелия боярина Фёдора Кошки, происходящего из Троице-Сергиева монастыря. По мнению Г. В. Попова, эта пластина была добавлена к более раннему окладу в конце 1420-х — начале 1430-х годов.
Среди житийных икон древнейшей является икона с поясным изображением в среднике «и 19 клеймами жития из местного ряда иконостаса Троицкого собора Троице-Сергиевой лавры, авторство приписывается мастеру круга Дионисия, икона датируется около 1480 года или 1492 годом».
Наиболее ранние житийные иконы, изображающие преподобного Сергия в полный рост, происходят из Успенского собора Московского Кремля (рубеж XV—XVI веков) и (предположительно) из надвратной Сергиевской церкви Троице-Сергиевой лавры (начало XVI века).
Список клейм иконы «Сергий Радонежский в житии»
1. Рождество святого.
2. Научение грамоте.
3. Пострижение святого.
4. Изгнание бесов молитвами святого.
5. Поставление в диаконы.
6. Поставление в иереи.
7. Изведение источника.
8. Моление святого над умершим младенцем.
9. Святой возвращает живого младенца отцу.
10. Служение Божественной литургии святым Сергием с Ангелом.
11. Явление Богородицы святому.
12. Приход послов от патриарха Константинопольского Филофея.
13. Исцеление ослепшего греческого епископа.
14. Исцеление Захарии Бороздина.
15. Исцеление бесноватого вельможи.
16. Погребение святого.
17. Исцеление слепого у гроба святого.

#### Икона из собрания музея имени Андрея Рублёва
«Икона Преподобного Сергия Радонежского с 17 клеймами жития из собрания музея имени Андрея Рублёва происходит из местного ряда иконостаса Успенского собора города Дмитрова Московской области». Изображение и список клейм этой иконы приведены во врезке.
«В среднике ростовое изображение преподобного Сергия, пропорции фигуры вытянутые. Правая рука сложена в жесте благословения, в левой — развёрнутый свиток с текстом, от которого сохранились несколько букв. Сохранившиеся буквы на свитке НЕ ДАЮТ возможности реконструировать текст…» Известно, однако, что для икон преподобного Сергия характерен следующий текст, «связанный со словами завещания святого, приведёнными в его житии»:
Внимайте себе о всём братия моя, всех молю, имейте страх Божий, чистоту душевную, любовь нелицемерную, к сим и страннолюбие…
Этот текст «перешёл на иконы других преподобных», и «на разных иконах существуют вариации этого текста». «Состав клейм иконы соответствует первой пахомиевской редакции жития преподобного, схемы композиций восходят к лаврской иконе круга Дионисия».
Пятнадцатое клеймо изображает исцеление бесноватого вельможи — «редкая сцена, вероятно связанная с заказом дмитровской иконы». Возможный заказчик иконы — «Дмитровский князь Юрий Иоаннович, особо почитающий преподобного Сергия». В известных житийных иконах преподобного Сергия такое клеймо не встречается, хотя соответствующий сюжет присутствует в житийном цикле 1463 года «в росписях Сергиевской церкви Новгородского кремля». Сцена исцеления бесноватого изображена на северной стене храма.

#### Образцы житийных икон

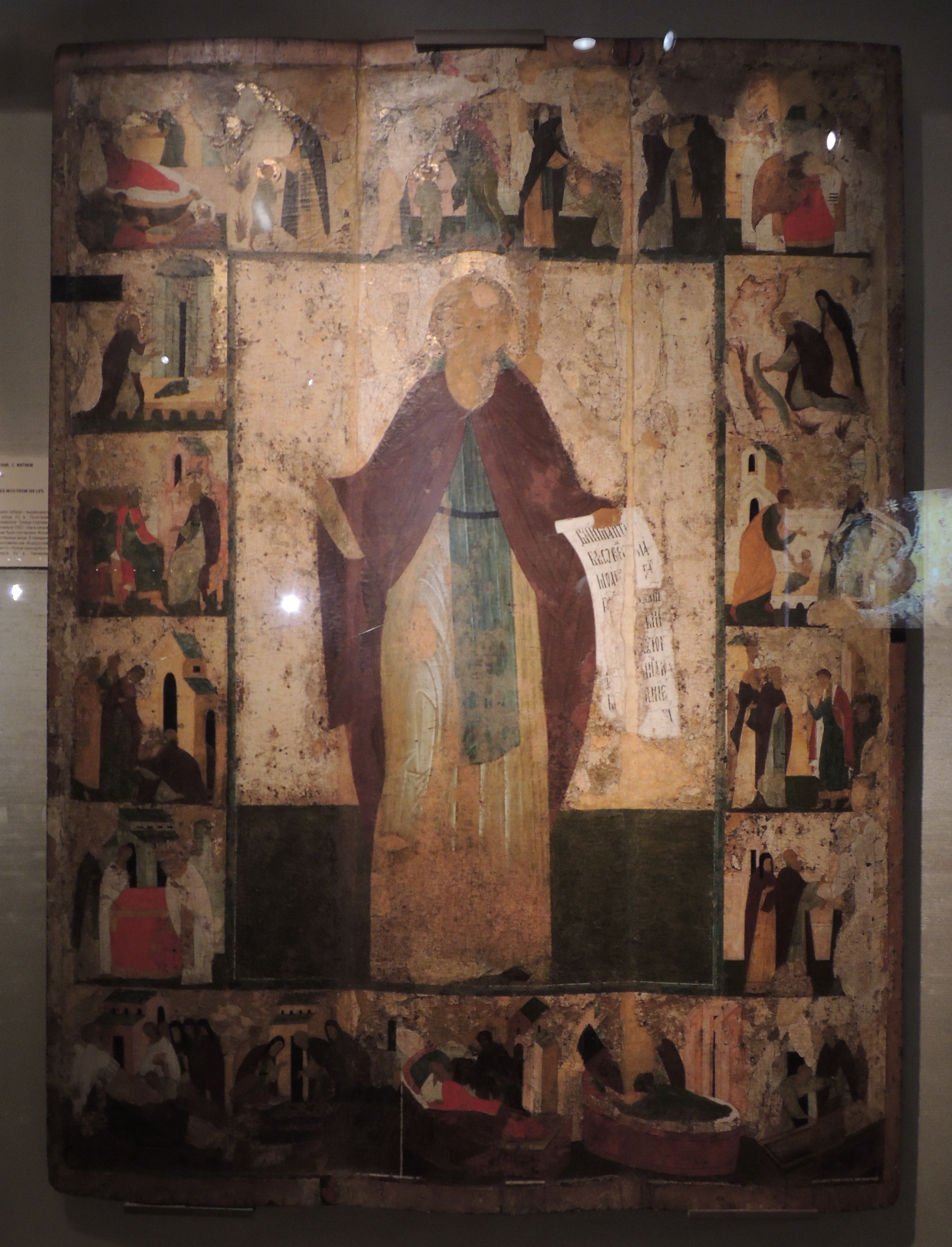
Преподобный Сергий Радонежский в житии. Москва, 1480—1490-е годы. Музеи Московского Кремля. Происходит из Успенского собора Московского Кремля
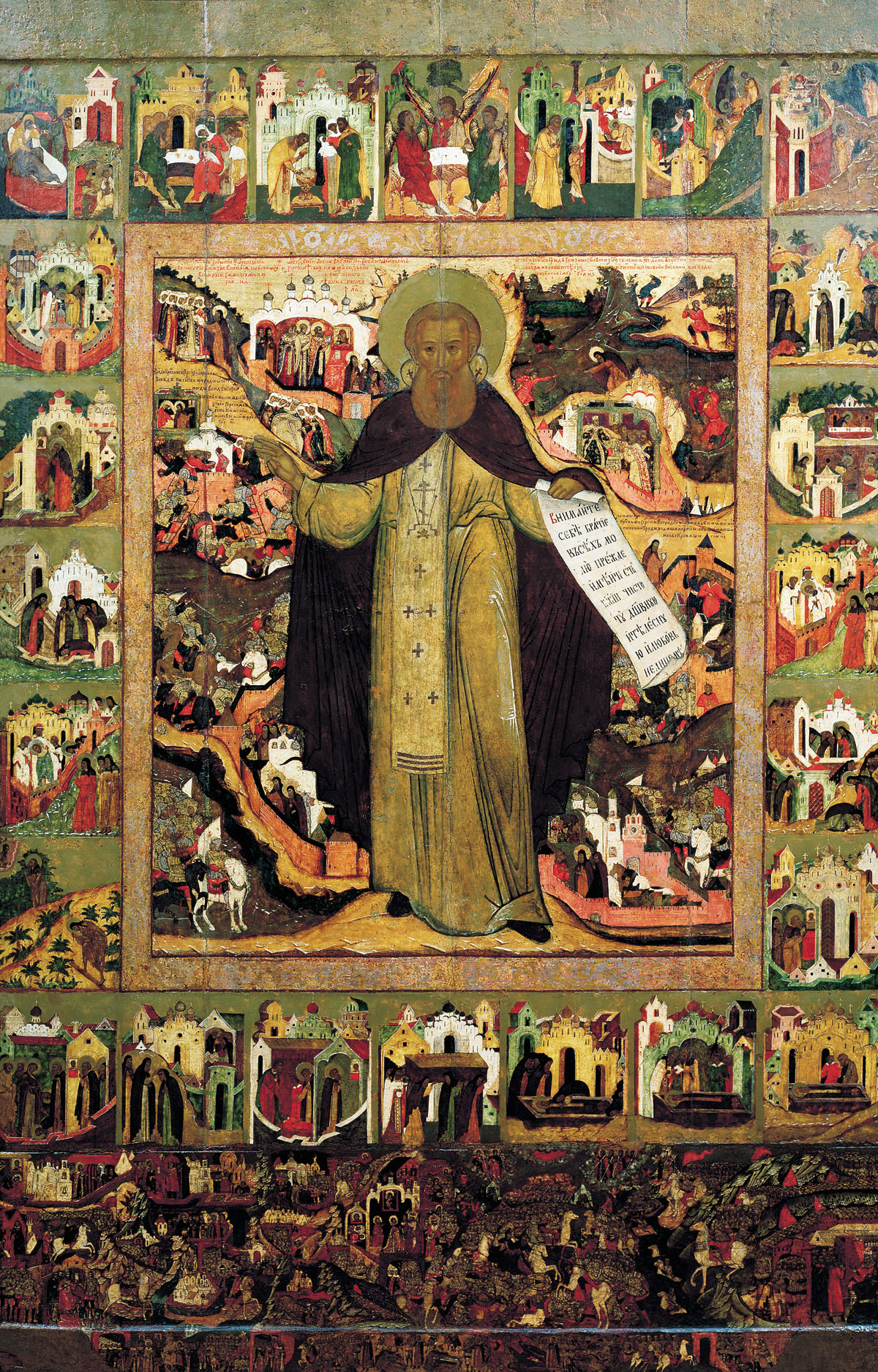
Преподобный Сергий Радонежский с житием. Ярославль. Середина XVII века. Ярославский историко-архитектурный и художественный музей заповедник
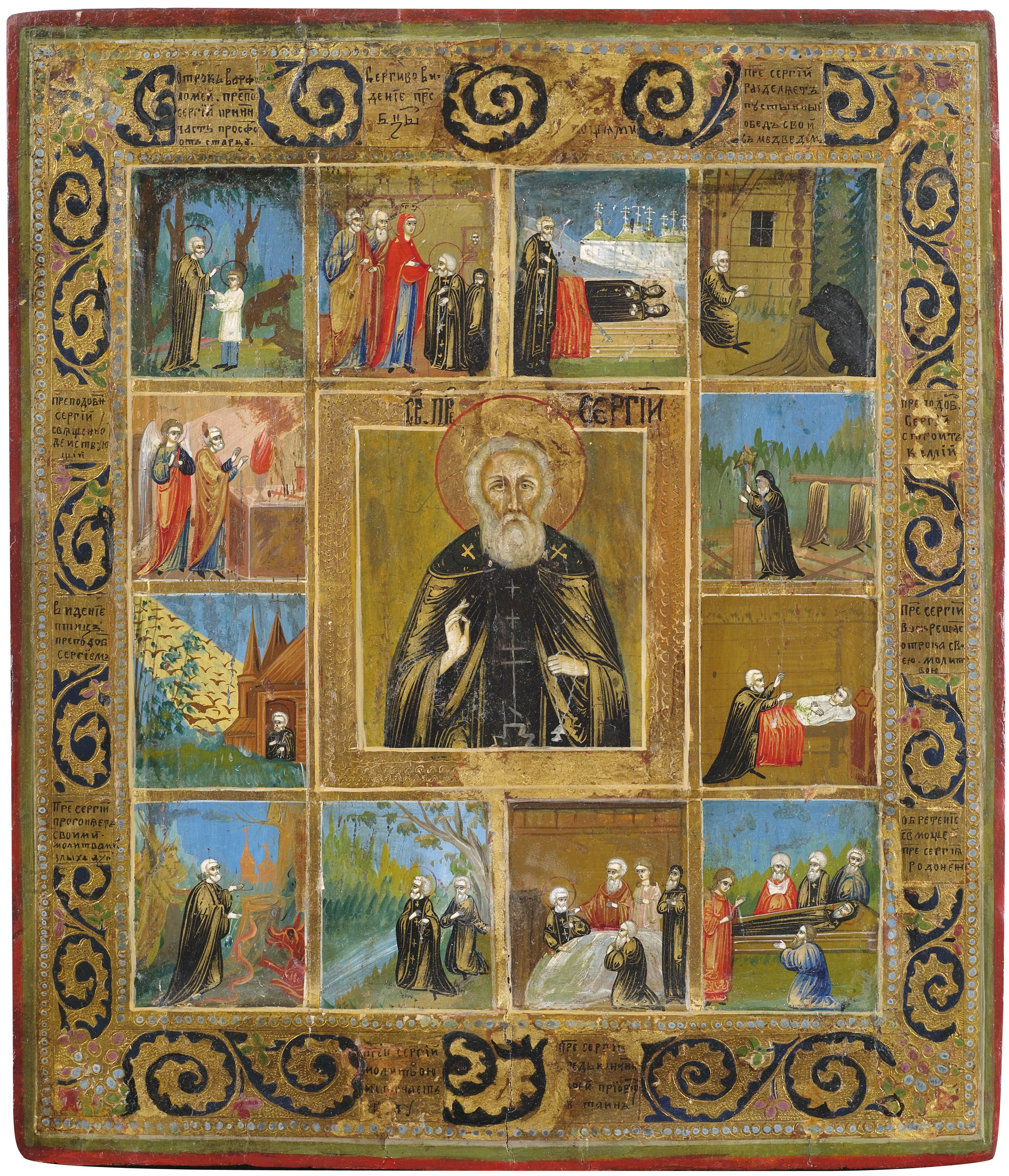
Житийная икона преподобного Сергия. Россия, конец XIX века

### Храмы в честь преподобного Сергия Радонежского
Преподобный Сергий Радонежский — один из самых почитаемых русских святых, ему посвящено большое количество храмов Украины, России, Белоруссии.
Всего в мире преподобному Сергию Радонежскому посвящено не менее 781 храма с учётом храмов с приделами Сергия Радонежского (по состоянию на 19 сентября 2015 года).

#### Российские храмы
Согласно информации из базы данных сайта Храмы России (с учётом храмов с приделами Сергия Радонежского) по всей России ему посвящены храмы и часовни общим числом 743 (показать список по всем регионам России). Статистика (по состоянию на 19 сентября 2015 года) включает действующие, не действующие, не сохранившиеся и строящиеся храмы, старообрядческие храмы и домовые храмы (расположенные на территориях больниц и других социальных учреждений), а также данные по часовням.
В Москве преподобному Сергию Радонежскому посвящены 71 храм и часовня (см. таблицу). Если же ограничиться лишь теми сохранившимися храмами, в которых Сергию Радонежскому посвящён главный престол, список этот заметно сократится (в скобках указаны даты постройки):
1. собор Сергия Радонежского в Высокопетровском монастыре (1690—1694);
2. храм Преподобного Сергия Радонежского в Бибиреве (1893—1894);
3. храм Сергия Радонежского в Бусинове (2-я пол. 1850-х);
4. храм Сергия Радонежского в Зеленограде (1997);
5. храм Сергия Радонежского в Новоспасском монастыре (1787);
6. храм Преподобного Сергия Радонежского в Крапивниках (1678)

и некоторые другие храмы.
В этот список не входят:

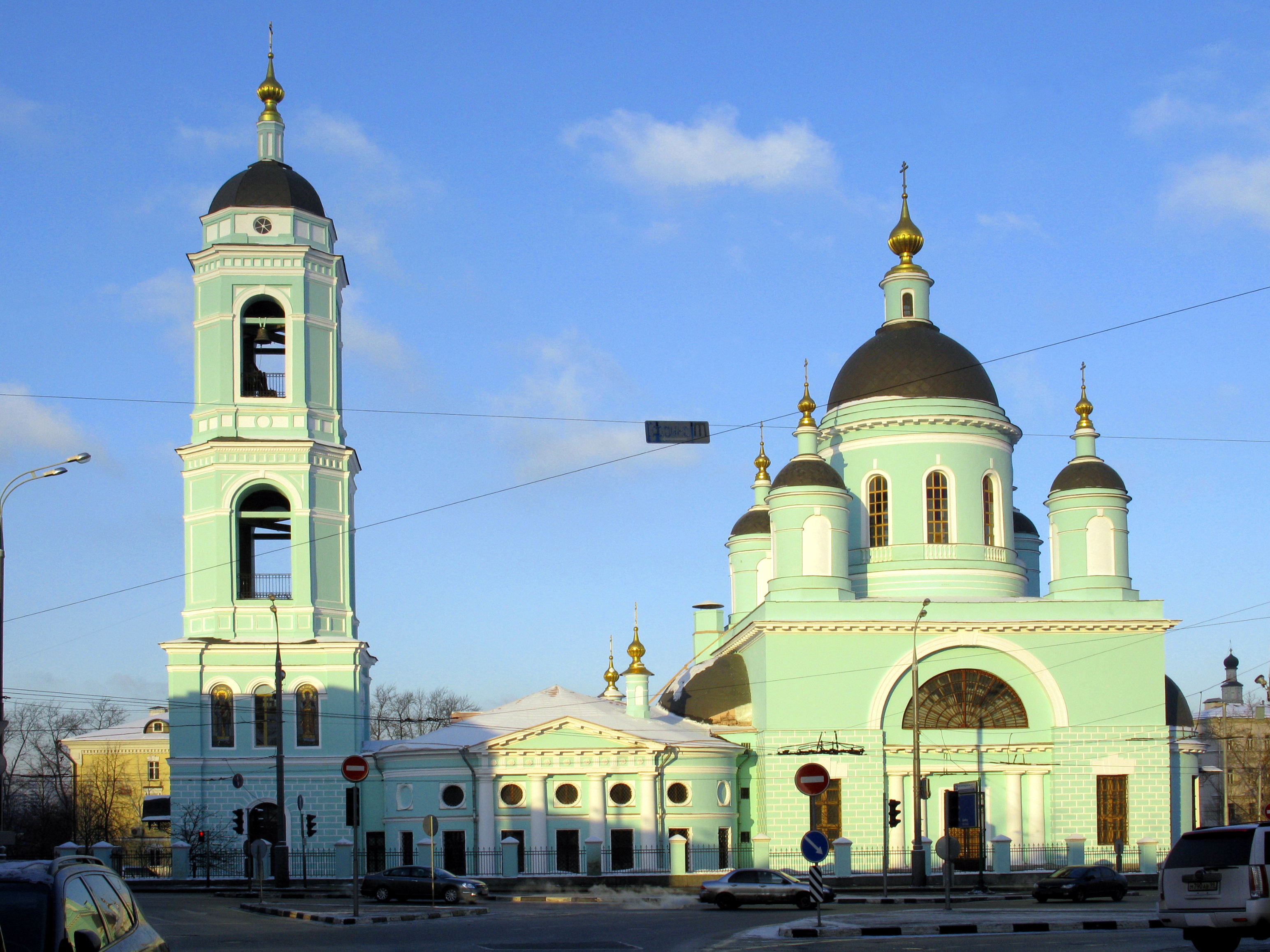
Храм Сергия Радонежского в Рогожской слободе (Москва) назван так не по главному престолу

1. известный московский храм Сергия Радонежского в Рогожской слободе, который называют так не по главному престолу (который освящён в честь Троицы Живоначальной[79]);
2. храм Троицы Живоначальной в Конькове (1690—1694), который иначе именуется храмом Святого Сергия Радонежского (главный престол освящён в честь Троицы Живоначальной[80], хотя до закрытия храма в годы советской власти главный престол был освящён во имя Святого Сергия Радонежского[81]).

#### Храмы за рубежом
- храм Св. Сергия Радонежского в г. Йоханнесбурге, ЮАР (освящён 2 марта 2003 года митрополитом Смоленским и Калининградским Кириллом)
- монастырь Св. Сергия Радонежского, г. Румия, Черногория
- храм преподобного Сергия Радонежского в г. Гомеле. Ул. Широкая 1в. Республика Беларусь.

### Особое почитание преподобного Сергия
Своим святым покровителем преподобного Сергия считали артиллеристы («пушкари»). В Москве в 1684 году была освящена каменная церковь Сергия Радонежского что в Пушкарях у Трубы; в Санкт-Петербурге в 1798—1800 годах был сооружён Сергиевский всей артиллерии собор.

### Празднование 700-летия преподобного Сергия Радонежского
14 сентября 2011 года Президент России Дмитрий Медведев подписал указ о праздновании в 2014 году 700-летия со дня рождения преподобного Сергия Радонежского. Основным местом праздничных мероприятий является Сергиев Посад.

## Исторические заслуги преподобного Сергия Радонежского

### Сергий глазами Ключевского

#### Колонизация Заволжья(по Ключевскому)
Влияние преподобного Сергия обусловило, в числе прочего, заметное оживление стремления к монашеской жизни: с 1240 по 1340 годы возникло около 30 новых монастырей, а в следующее столетие, с 1340 по 1440 годы, поколение времён Куликовской битвы и его ближайшие потомки дали миру основателей до 150 новых монастырей. Изменилось и направление монастырской жизни. До середины XIV века «почти все монастыри на Руси возникали в городах или под их стенами». Впоследствии решительный численный перевес берут монастыри, возникавшие в отдалении от городов, на невозделанных землях, и монашеская борьба с духовными недостатками человека соединилась с новой борьбой — «с неудобствами внешней природы», причём «эта вторая цель стала новым средством для достижения первой».
Однако бегство монахов от соблазнов мира послужило его насущным нуждам. До середины XIV века русское население было заперто в междуречье Оки и Верхней Волги — в треугольнике, выход из которого на запад, юг и юго-восток запирали татары и Литва. Открытый путь на север и северо-восток вёл за Волгу, в глухой непроходимый край, кое-где заселённый финно-угорскими племенами. Селиться в этих местах русские крестьяне боялись. «Монах-пустынник и пошёл туда смелым разведчиком».
Новые монастыри с середины XIV века и до конца XV века в своём большинстве возникали за Волгой, среди костромских, ярославских и вологодских лесов. Русское монашество мирным путём завоевало для христианской Церкви и русского народа финское языческое Заволжье. Опорными пунктами крестьянской колонизации становились многочисленные лесные монастыри.
По мысли Ключевского, имя Преподобного входит в число тех имён, которые «выступили из границ времени, когда жили их носители»: дело Сергия оказало настолько глубокое и благотворное действие на жизнь дальнейших поколений, что сам преподобный Сергий из исторического деятеля превратился «в народную идею».
Преподобный Сергий, пишет Ключевский, посвятил свою жизнь нравственному воспитанию народа. Историк отмечает, что «политическая крепость прочна только тогда, когда держится на силе нравственной». Нравственное влияние преподобного Сергия, по мысли Ключевского, обусловило два факта, которые вошли в число основ русской государственности: 1) народ преодолел страх перед завоевателями и вышел на Куликовскую битву; 2) «дружными усилиями монаха и крестьянина» создалась верхневолжская Великороссия.
Первый из двух фактов обнаружился при жизни преподобного Сергия, второй же — «целый сложный и продолжительный исторический процесс», лишь начавшийся при жизни Сергия Радонежского (см. врезку).
Нравственное воздействие преподобного Сергия на русский народ было таково, что Ключевский признавал его чудом.

### Сергий глазами Флоренского
Вглядываясь в русскую историю, в самую ткань русской культуры, мы не найдём ни одной нити, которая не приводила бы к этому первоузлу; нравственная идея, государственность, живопись, зодчество, литература, русская школа, русская наука — все эти линии русской культуры сходятся к Преподобному. В лице его русский народ сознал себя; своё культурно-историческое место, свою культурную задачу и тогда только, сознав себя, получил историческое право на самостоятельность.
— Павел Флоренский

### Сергий глазами Голубинского
Во главе многочисленного сонма русских подвижников стоят три великих... преподобные Антоний и Феодосий Печерские и преподобный Сергий Радонежский.
— Евгений Голубинский. Преподобный Сергий Радонежский и созданная им Троицкая Лавра, 1909 г.

### Сергий глазами Федотова
Имя преподобного Сергия Радонежского сияет никогда не меркнущим светом на русском небе, торжествуя над временем.— Георгий Федотов

### Сергий глазами Лихачёва
Сергий Радонежский был проводником определённых идей и традиций: с Церковью связывалось единство Руси. Князья ссорились, наводили татар на Русскую землю, как когда-то половцев. Шло постоянное соперничество за великое княжение, за титул великого князя. А Церковь-то была едина. И поэтому главная идея рублёвской «Троицы» — идея единства, столь важная во тьме разделения нашего. <...> И Москва от этого выиграла в глазах всей Руси. Она выиграла не потому, что, как пытаются это доказать, стояла на очень выгодных торговых путях, а потому, что в этой сложнейшей ситуации возглавила политику объединения Русской земли. То есть, Москва выиграла духовно. Москва не была экономически сильней Твери или Новгорода, она оказалась духовно сильней.
— Лихачёв, Дмитрий Сергеевич

## Сергий Радонежский в светском искусстве

### Сергий Радонежский в живописи
На протяжении долгого времени русского «изобразительного искусства почти в прямом смысле» не существовало. «Русская живопись родилась совсем недавно. Она совсем молодая — появилась в XVIII веке». Фактически, «существовал запрет — только икона и только церковное искусство».
XIX век в российской духовной и творческой жизни можно рассматривать как начало философского пробуждения: «поклонение и подражание Западу», свойственное образованному слою России XVIII века, «вызвало к жизни естественный и мощный антиимпульс, выразившийся в подъёме национального самосознания, в стремлении осмыслить особый путь России», и на всём протяжении этого столетия «происходит мучительный поиск самоидентификации русской культуры, поиск духовных путей выхода России из общественного и культурного кризиса».

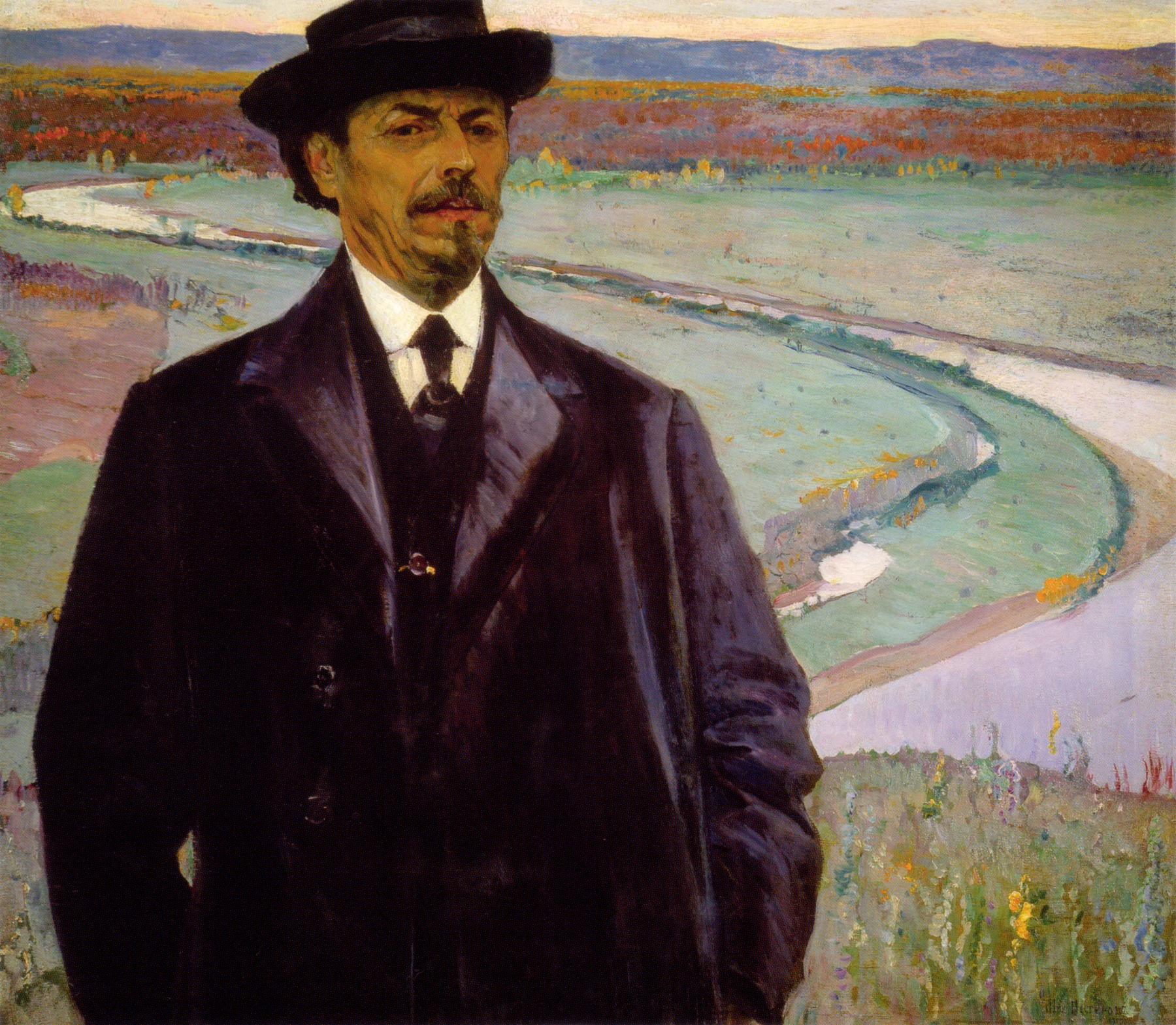
М. В. Нестеров, автопортрет, 1915 год

«Споры о русской судьбе, месте народа в истории нашли отражение в религиозной и исторической живописи XIX века». «Духовные искания стали источником вдохновения для многих художников рубежа XIX—XX веков». Одним из них стал Михаил Васильевич Нестеров.

#### Сергий Радонежский в творчестве Нестерова
«В 1889 году в Уфе Нестеров завершил … картину „Пустынник“, задуманную ещё летом 1883 года в Сергиевом Посаде. В „Пустыннике“ уже во весь голос зазвучала „нестеровская тема“ — поэзия одиночества, „пустынножития“, то есть жизни человека вдали от мирской суеты, в гармонии с природой во имя нравственного очищения души и обретения духовной стойкости и ясного смысла жизни. Эта тема возникла у Нестерова не случайно — у неё был трагический посыл: в 1886 году родами умерла горячо любимая им жена Маша, оставив новорождённую дочь Олю. Нестеров переживал эту трагедию тяжело, хотя понимал, что нужно жить, хотя бы ради дочери».
«Однажды найдя для себя свою собственную религиозно-религиозную тему, он непреклонно соответствовал ей. Это поражало поклонников творчества Михаила Васильевича».
«Сергия, как и Тихона Задонского, Нестеров любил с детства; оба святые были особо почитаемы в его семье. В Сергие он нашёл воплощение идеала чистой и подвижнической жизни, и именно с Сергием пришла к нему мысль о создании целого цикла, посвящённого его жизни и деяниям».

Нестеров М. В. «Труды Сергия Радонежского» (триптих, левая сторона)
Нестеров М. В. «Труды Сергия Радонежского» (триптих, центральная часть)
Нестеров М. В. «Труды Сергия Радонежского» (триптих, правая сторона)

#### Другие живописцы

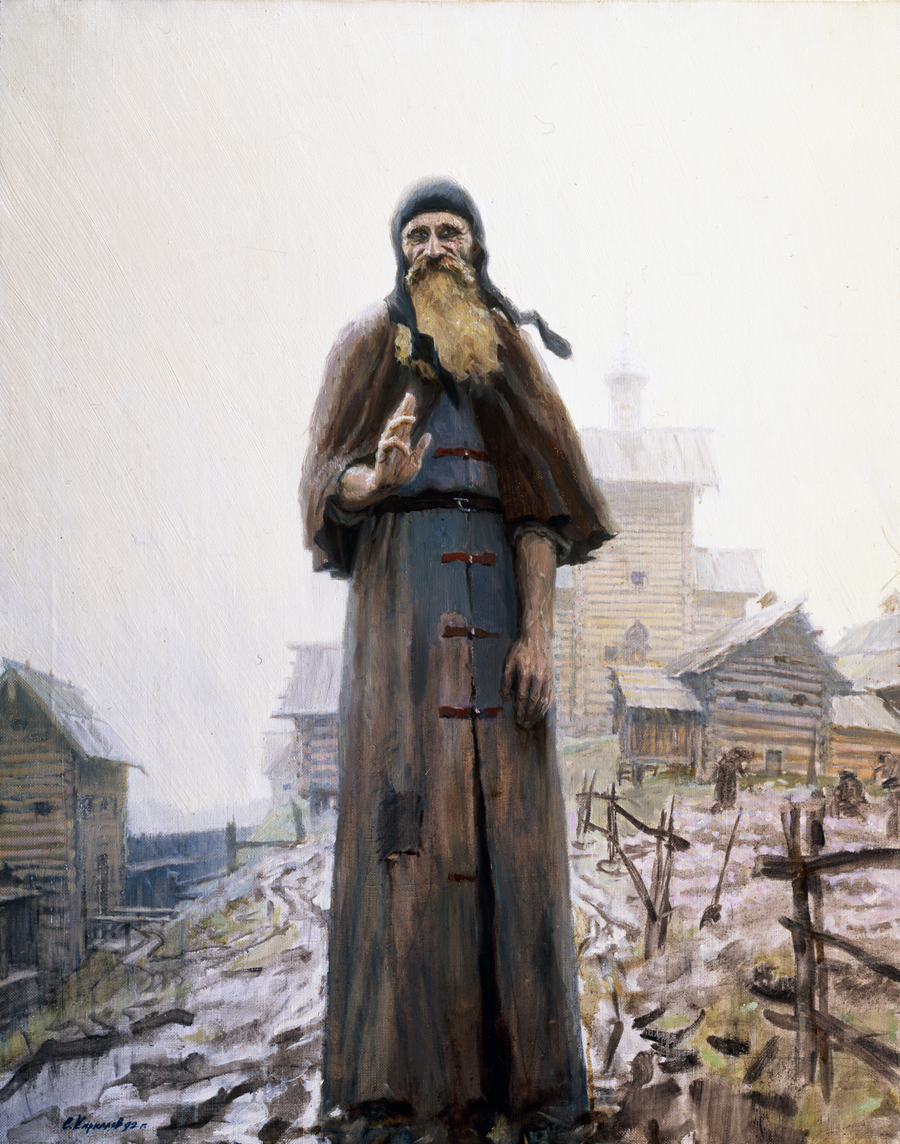
Сергей Кириллов «Преподобный Сергий Радонежский. (Благословение)»

К образу Сергия Радонежского обращались многие художники, в том числе, например, В. М. Васнецов (образ Преподобного для храма в Абрамцево), Э. Э. Лисснер («Сергий Радонежский, благословляющий Дмитрия Донского перед Куликовской битвой», Н. К. Рерих (среди его картин — «Святой Сергий Радонежский», 1932 год, Государственная Третьяковская галерея). Один из сюжетов, который получил широкое отражение на живописных полотнах, — Сергиево благословение Дмитрию Донскому, которому посвящено не менее десятка работ:
- А. Д. Кившенко. «Преподобный Сергий Радонежский благословляет святого благоверного великого князя Димитрия Донского на Куликовскую битву»;
- А. Немеровский. «Сергий Радонежский благословляет Дмитрия Донского на ратный подвиг»;
- А. Н. Новоскольцев. «Преподобный Сергий благословляет Дмитрия на борьбу с Мамаем»;
- Ю. П. Пантюхин. «Дмитрий Донской и Сергий Радонежский». Центральная часть триптиха «За землю Русскую»[96];
- Ю. М. Ракша. «Благословение Дмитрия Сергием Радонежским»;
- П. В. Рыженко. «Преподобный Сергий Радонежский благословляет князя Дмитрия Донского на битву»;
- М. И. Самсонов. «Благословение»;
- В. Соковинин. «Благословление преподобным Сергием Радонежским Великого князя Дмитрия Донского на брань»;
- И. М. Сушенок. «Не уступим земли Русской. Сергей Радонежский благословляет Дмитрия Донского» (2001);
- В. А. Челышев. «Благословение Сергия Радонежского Дмитрию Донскому».

### Скульптурные изображения

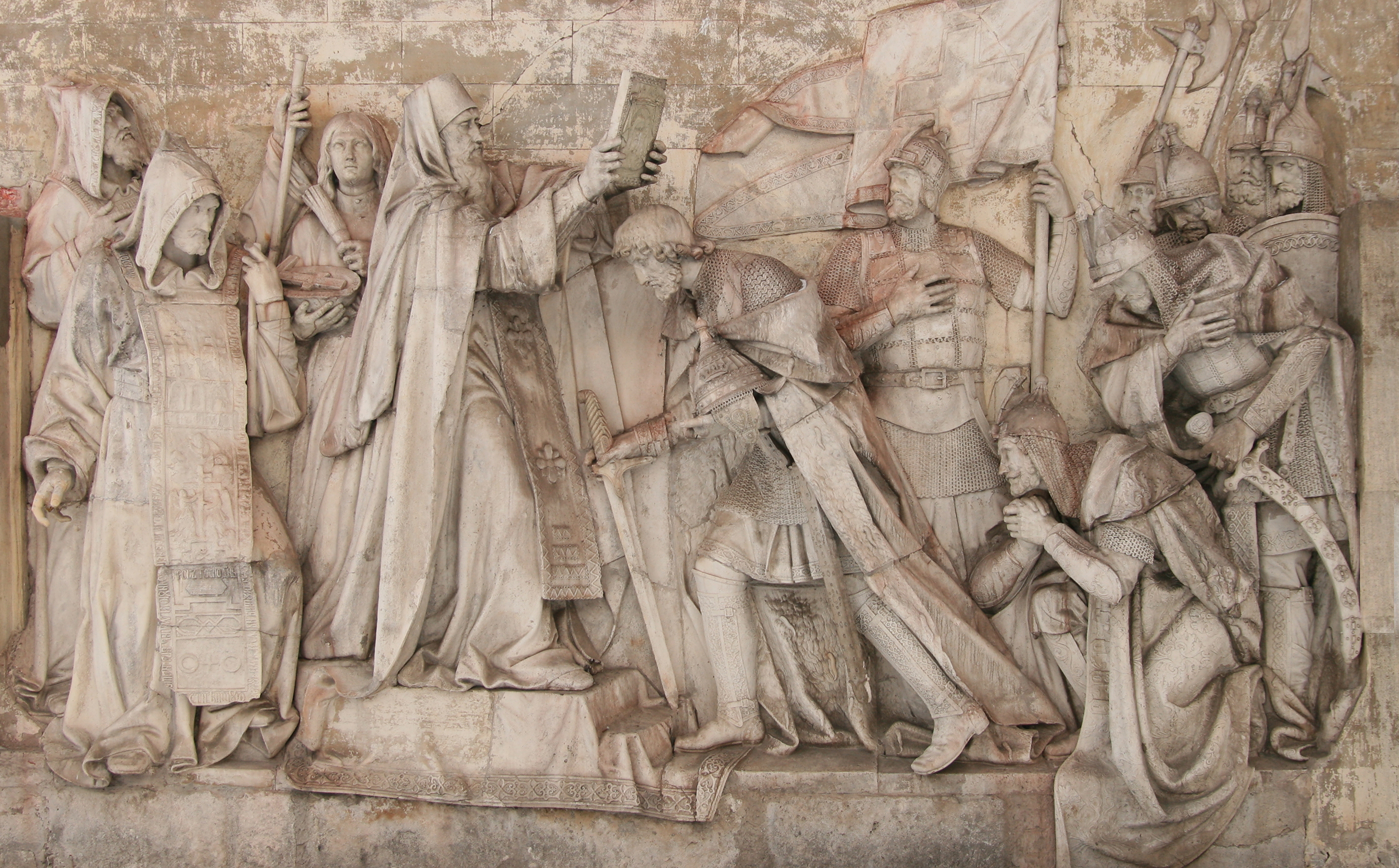
Посещение Дмитрием Донским Сергия Радонежского перед походом против татар. Горельеф работы А. В. Логановского, 1847—1849 годы

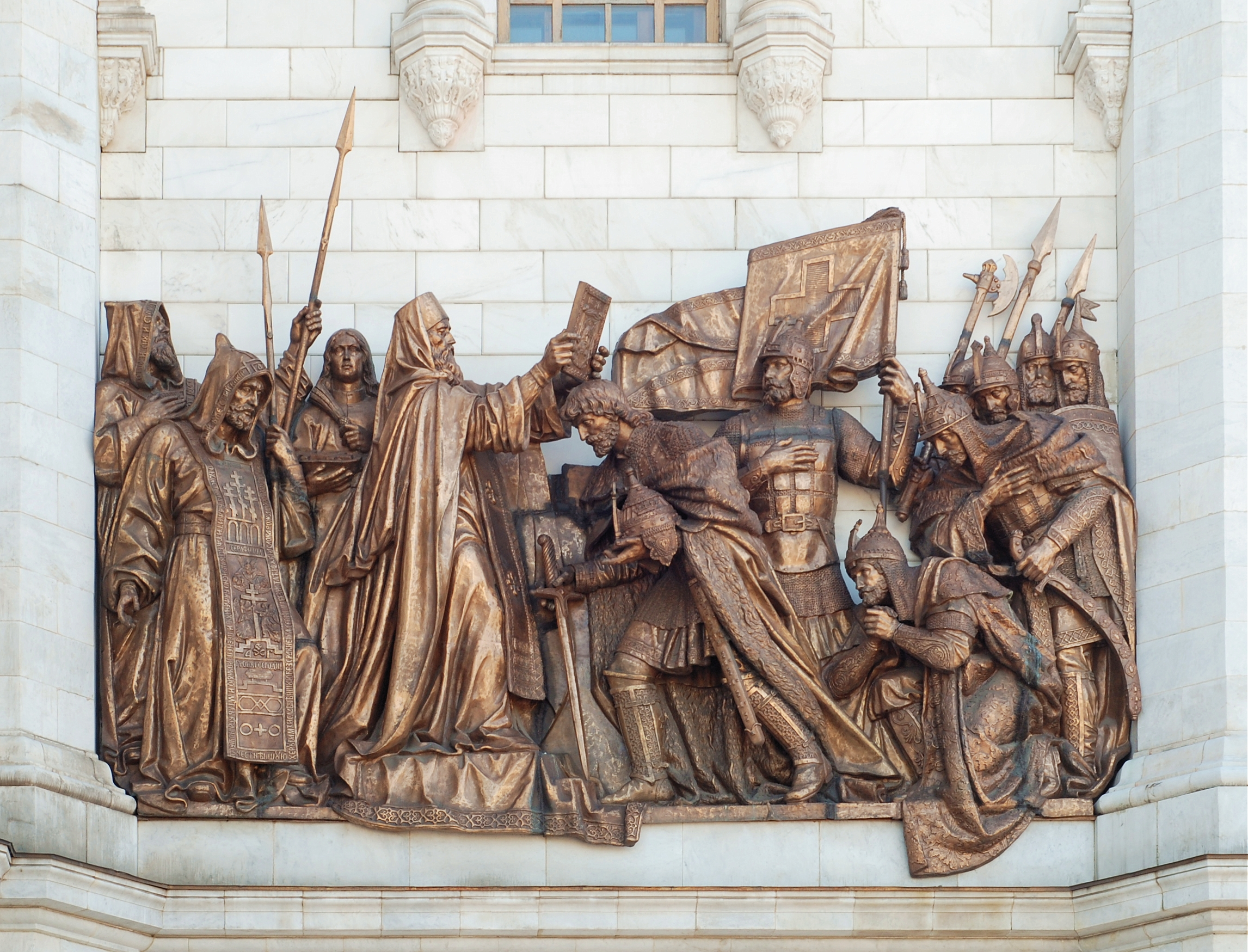
Бронзовая копия горельефа работы А. В. Логановского

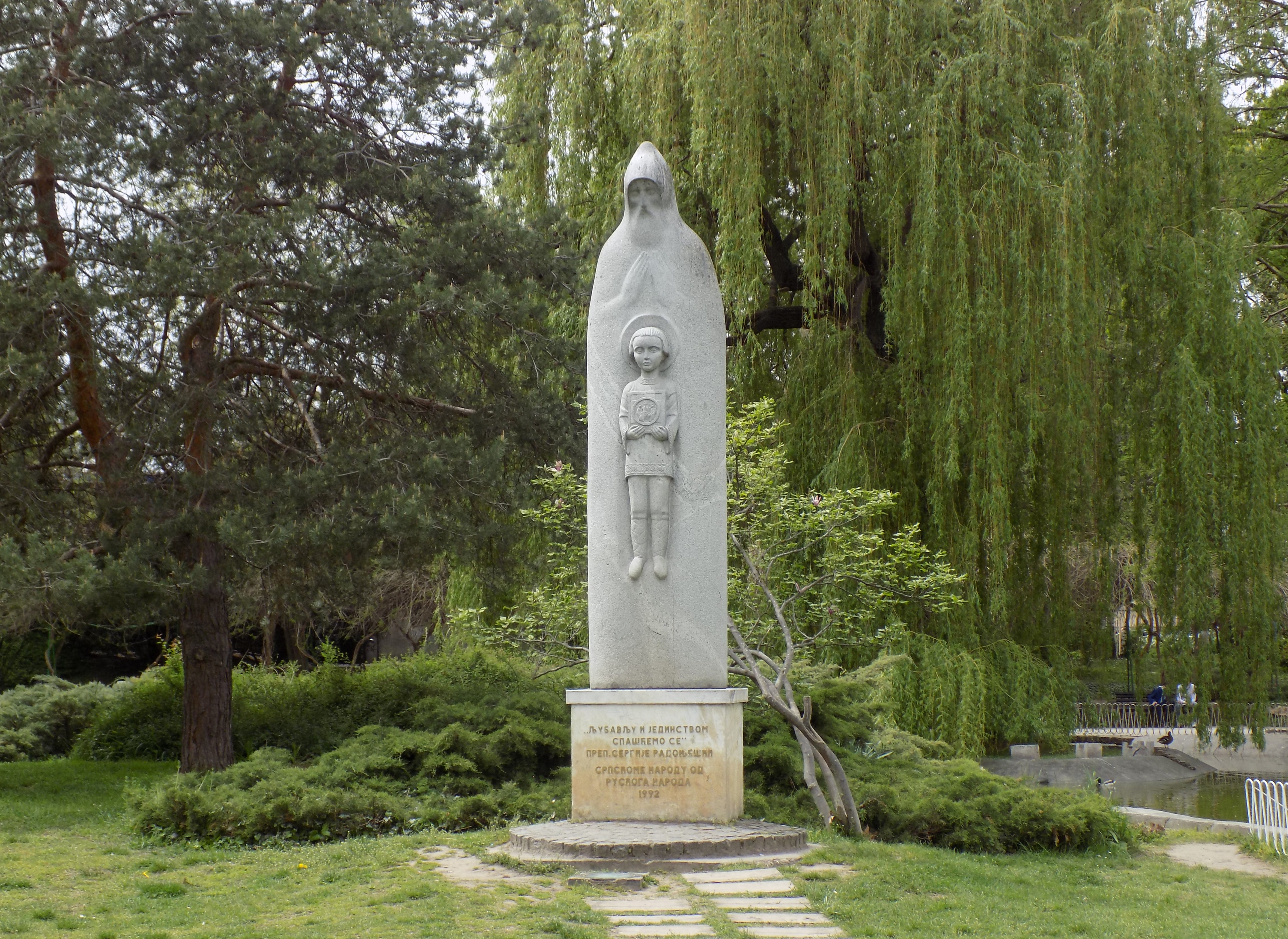
Памятник преподобному Сергию Радонежскому в Дунайском парке в Нови-Саде (Сербия), работа скульптора В. М. Клыкова

Скульптуру, очевидно, следует признать сравнительно нехарактерной для сложившихся в России традиций почитания святых. Тем не менее, скульптурные изображения Сергия Радонежского существуют.
Одно из них — горельеф, изображающий посещение Дмитрием Донским Сергия Радонежского перед походом против татар, исполненный скульптором Логановским. Этот горельеф украшал московский Храм Христа Спасителя, был демонтирован перед тем, как храм взорвали, и сохранился до наших дней. На восстановленном храме установлена бронзовая копия этого горельефа.
Ещё одно скульптурное изображение Сергия Радонежского входит в состав многофигурной композиции на памятнике «1000-летие России» в Великом Новгороде, открытом в 1862 году.
В конце XX и в XXI веке преподобному Сергию были установлены памятники в местах, тесно связанных с его жизнью: один находится в Сергиевом Посаде «у стен основанной им святой обители», другой — в селе Радонеж. Первый из них, изготовленный из бронзы, был освящён 18 марта 2000 года патриархом Алексием II, его авторы — скульптор Валентин Чухаркин и архитектор Виктор Журавлёв, выигравшие творческий конкурс. Второй расположен рядом с Преображенской церковью в селе Радонеж и был установлен несколько раньше — 29 мая 1988 года (авторы: скульптор В. М. Клыков и архитектор Р. И. Семерджиев).
Помимо этих двух памятников, установлены памятники в Москве, Коломне, Ростове-на-Дону, Элисте, Самаре, многих других городах и сёлах России, а в рамках празднования 700-летия преподобного Сергия были открыты памятники в Минске, Симферополе и Черкесске.
В Сергиевом Посаде к 700-летнему юбилею Сергия Радонежского был открыт памятник родителям преподобного Сергия (скульптор Константин Чернявский). В скульптурной композиции сам Сергий изображён в подростковом возрасте.

### Святой Сергий Радонежский в художественной литературе
- Борис Зайцев. «Житие Сергия Радонежского» (1924).
- Сергей Бородин. «Дмитрий Донской». Исторический роман (1940).
- Дмитрий Балашов. Исторические романы: «Бремя власти», «Симеон Гордый», «Ветер времени», «Отречение», «Похвала Сергию», «Святая Русь» (том 1).
- Андрей Валентинов. Цикл «Око Силы» (фэнтези, 1990-е).
- Иван Шмелёв. «Куликово поле». Рассказ.
- Павел Северный. «Андрей Рублёв». Исторический роман.

### Святой Сергий Радонежский в кино
- Преподобный Сергий Радонежский[102] (документальный фильм).
- «Рюриковичи. История первой династии» (2019; Россия) — докудрама, режиссёр Максим Беспалый, в роли Сергия — Станислав Концевич.

#### Мультфильмы
- Лебеди Непрядвы (1980, СССР). Режиссёр: Роман Давыдов.
- Пересвет и Ослябя (2010, Россия). Режиссёр: Станислав Подивилов.
- Сергий Радонежский (2015, Россия). Режиссёры: Владимир Гагурин и Андрей Добрунов.
- Забытое чудо (2022, Россия). Режиссёр: Андрей Колпин.

#### В филателии
- В 1991 году в СССР была выпущена почтовая марка, из серии «Культура русского средневековья», посвящённая Сергию Радонежскому.
- В 2014 году почта России выпустила почтовый блок «700 лет со дня рождения Сергия Радонежского».

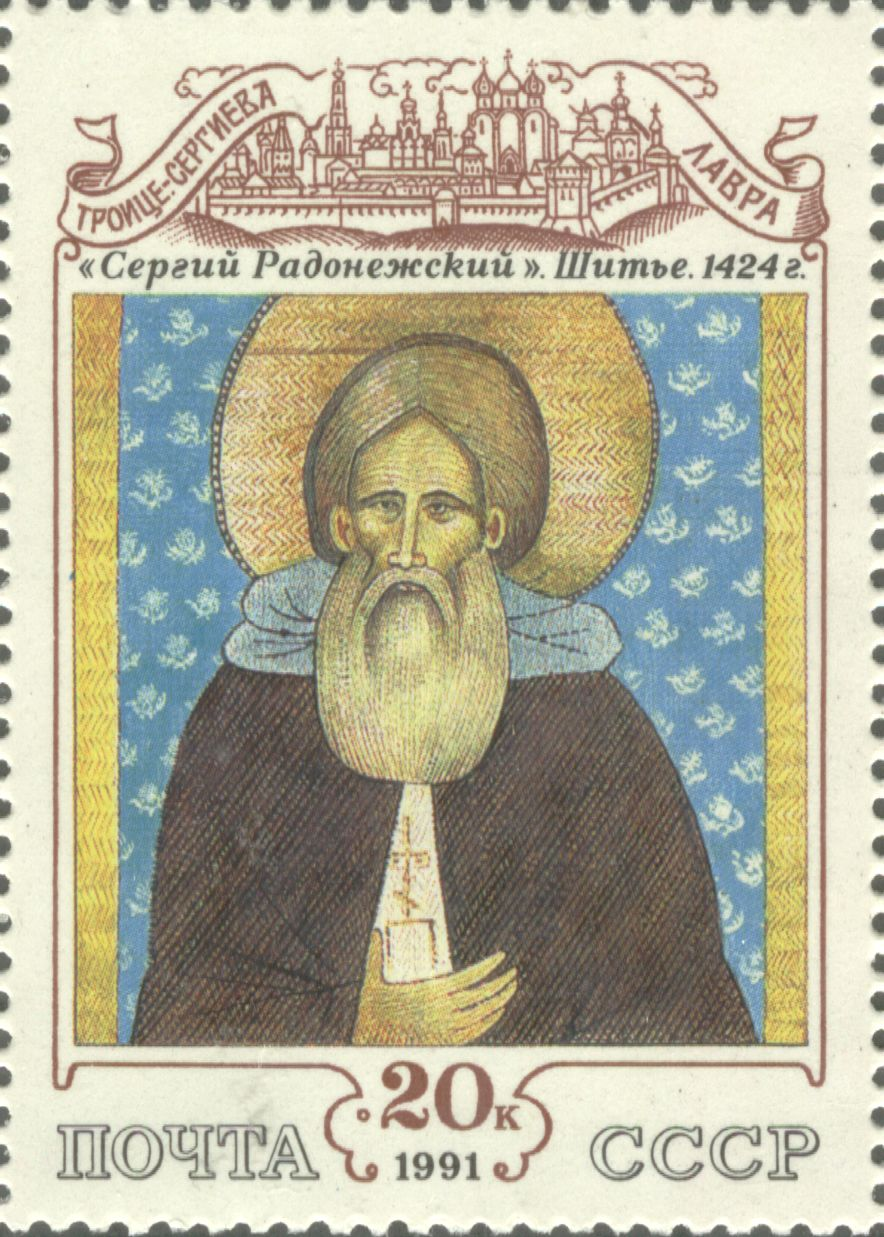
Почтовая марка СССР, 1991. Серия Культура русского средневековья XI—XVI века: «„Сергий Радонежский“. Шитье, 1424 г.», оформление Герман Комлев
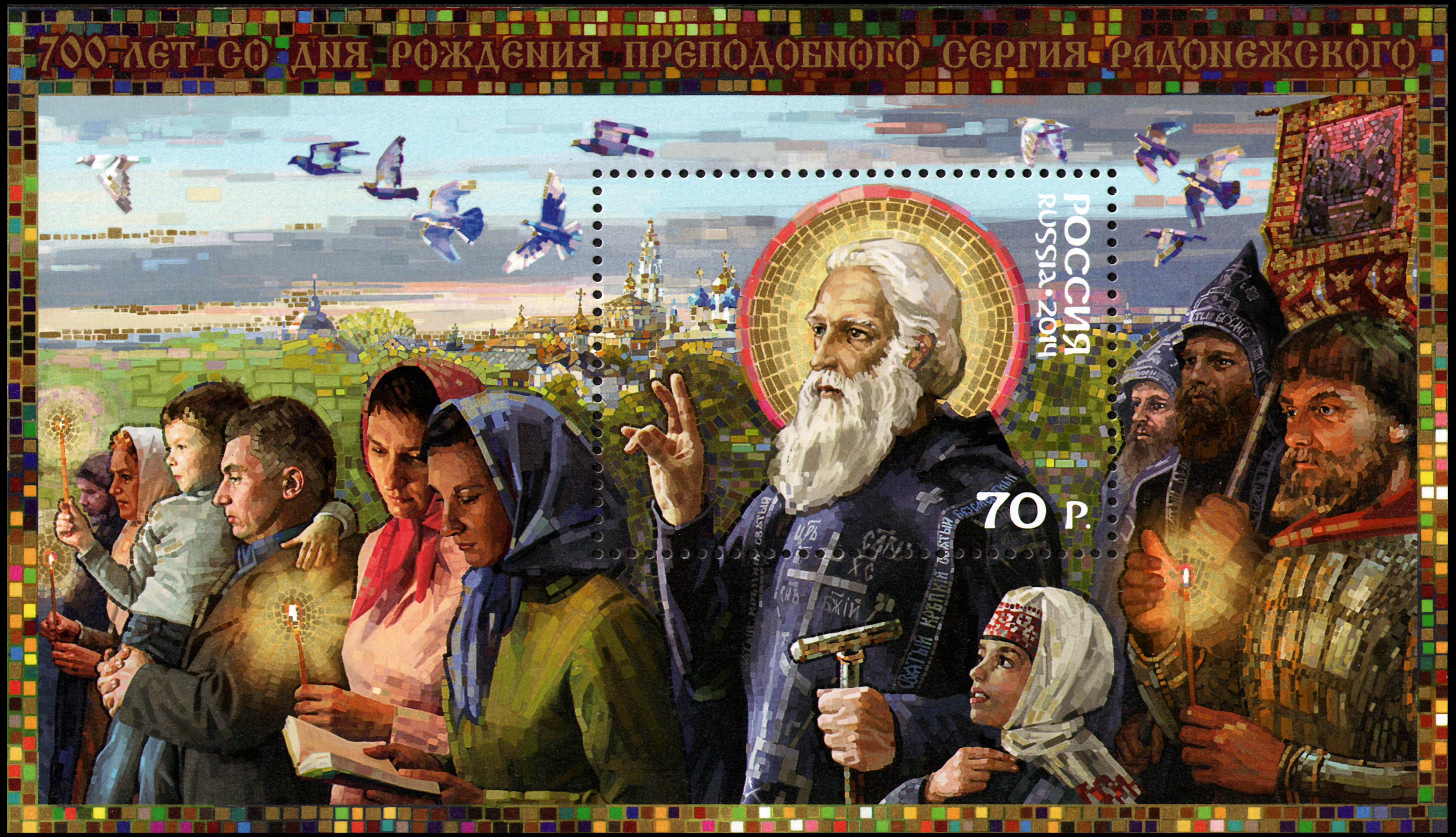
Почтовый блок России, 2014, 700 лет со дня рождения преподобного Сергия Радонежского, художник C. Ульяновский

#### В нумизматике
В 2014 году Банк России выпустил памятные монеты «700-летие со дня рождения преподобного Сергия Радонежского»:

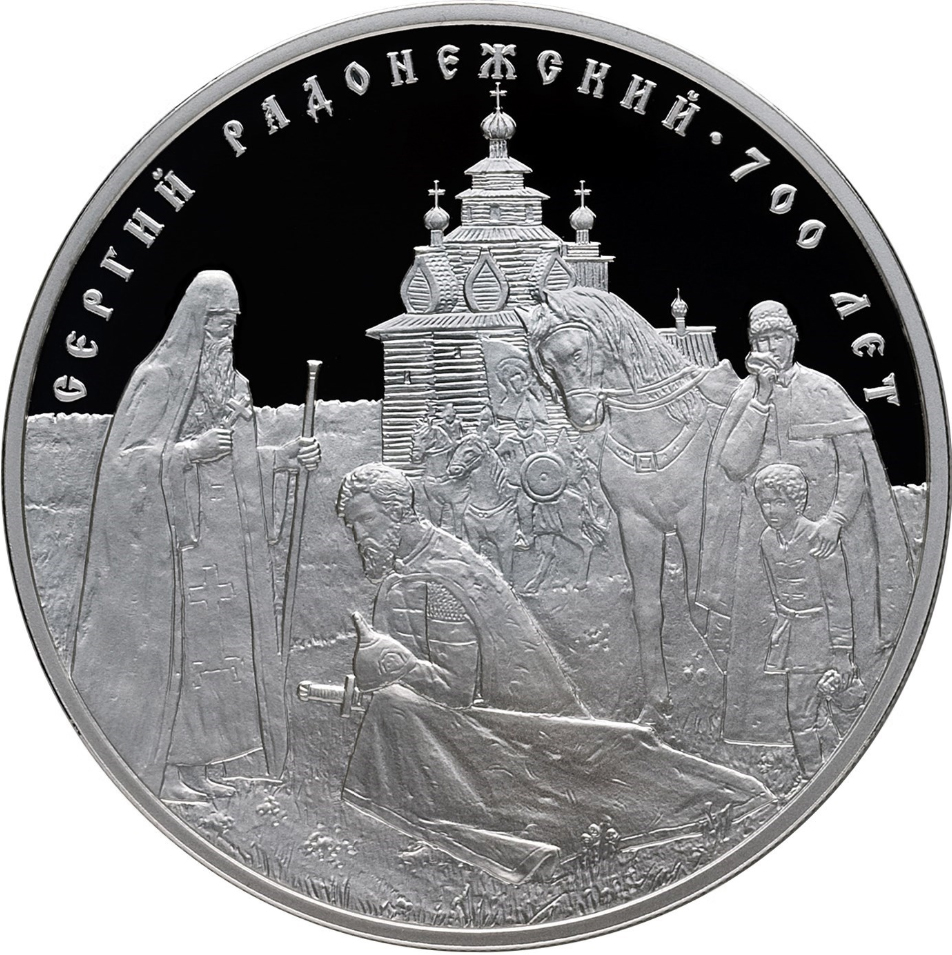
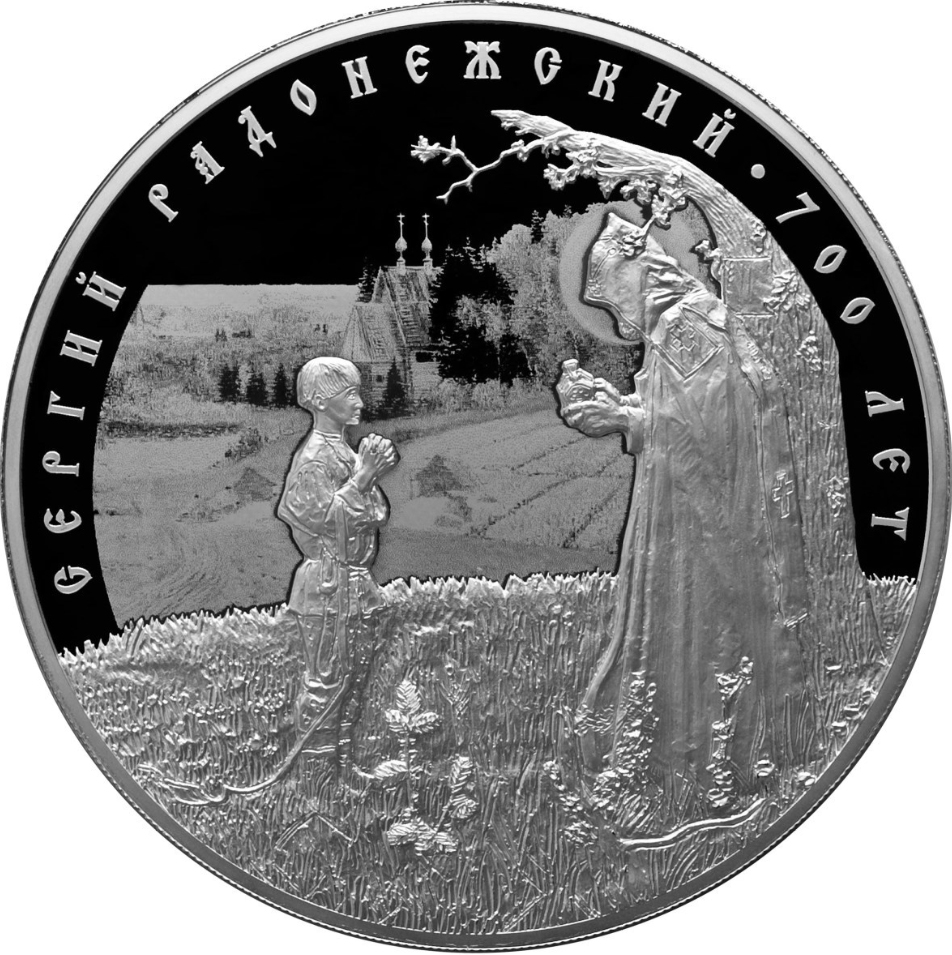
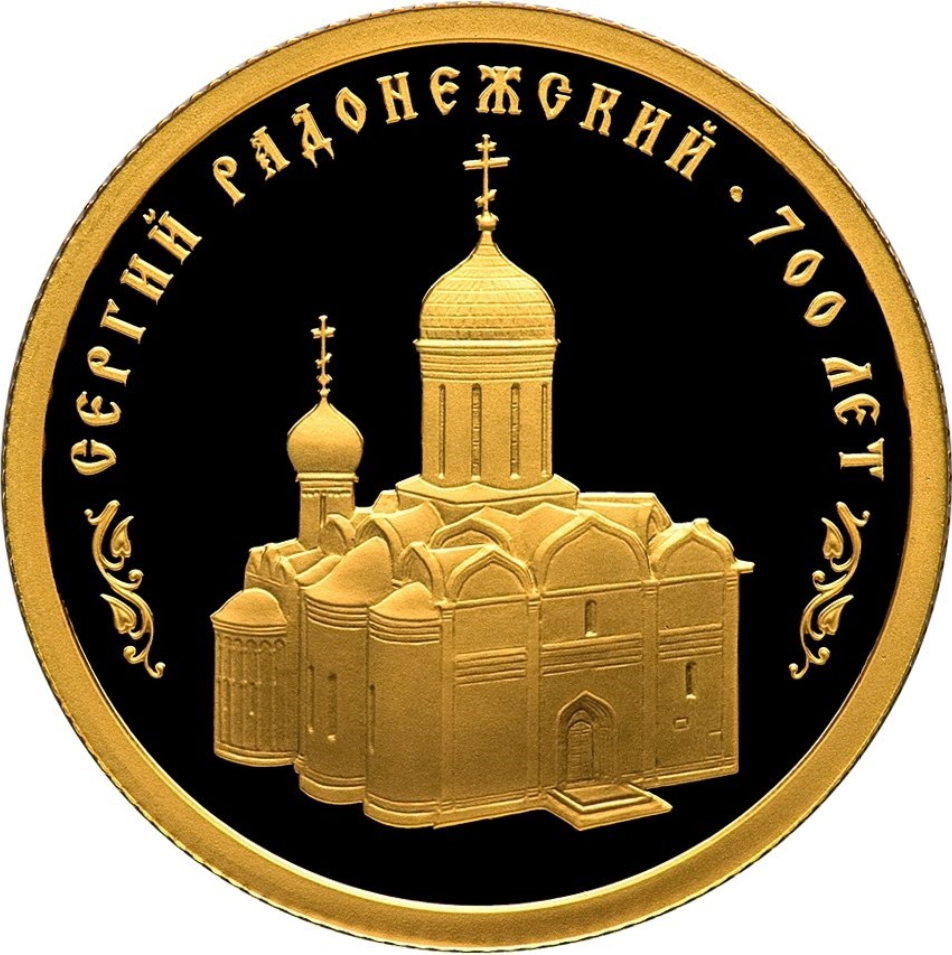
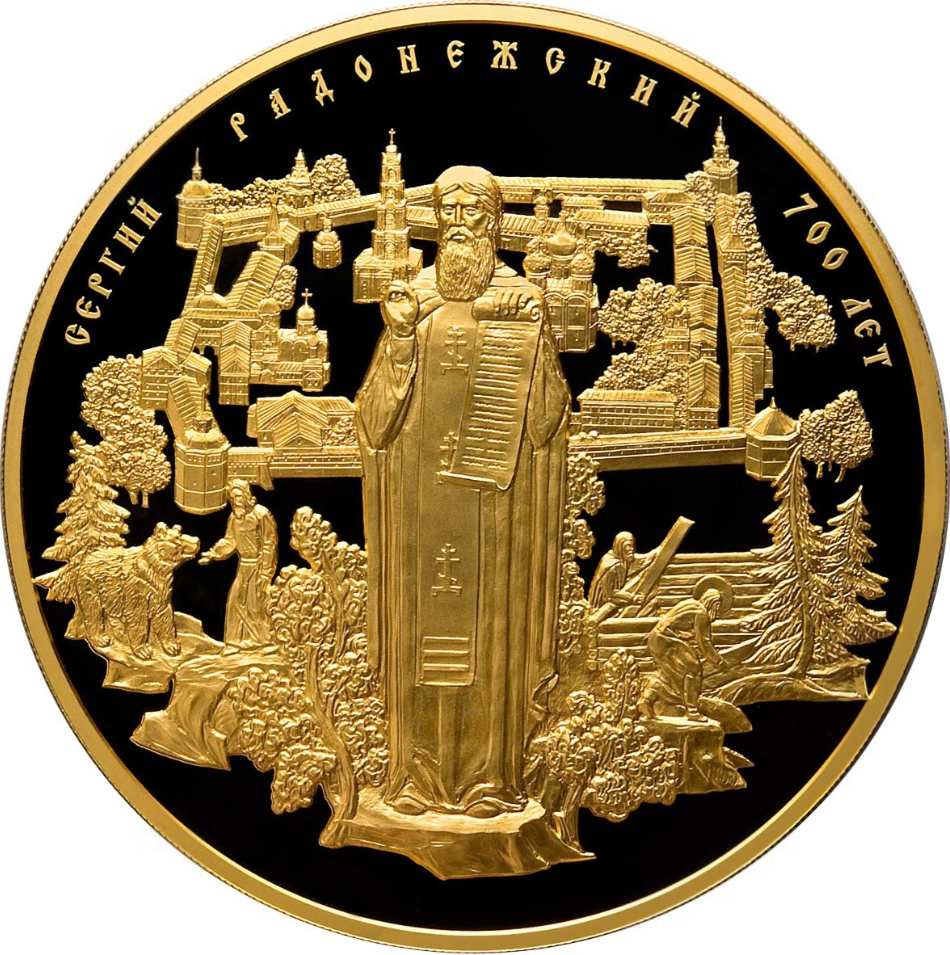

## Святой Сергий Радонежский в зеркале социологии
Всероссийский центр изучения общественного мнения (ВЦИОМ) представил данные о том, что знают граждане России о Сергии Радонежском.

Инициативный всероссийский опрос ВЦИОМ проведён 10—11 мая 2014 г. Опрошено 1600 человек в 130 населённых пунктах в 42 областях, краях и республиках России. Статистическая погрешность не превышает 3,4 %.
— ВЦИОМ
«Имя Сергия Радонежского знакомо большинству россиян (72 %), при этом четверть респондентов (24 %) хорошо осведомлена о том, кто он такой, а половина опрошенных (48 %) слышала о нём, но подробностей биографии не знает».
На ответы «Впервые слышу это имя» и «Затрудняюсь ответить» приходится 27 % и 1 % соответственно. Таким образом, имеющие смутное представление о преподобном Сергии составляют 76 % населения.
Информированность в целом растёт с возрастом и уровнем образования: при переходе от одной возрастной группы (18—24 года, 25—34 года, 35—44 года, 45—59 лет, 60 лет и старше) к непосредственно следующей за ней доля хорошо информированных постоянно возрастает и составляет, соответственно, 13 %, 19 %, 23 %, 28 % и 32 %.
Аналогичную картину мы увидим, если рассмотрим влияние уровня образования. С каждой следующей ступенькой доля хорошо информированных увеличивается.
Особенно интересна информация о том, чем известен св. Сергий Радонежский нашим современникам:

Сергий Радонежский известен, в первую очередь, как святой, почитаемый Православной Церковью, — об этом сказали 38 % тех, кому знакома его личность. Часть респондентов вспомнила о том, что он был монахом (18 %). Кроме того, Сергия Радонежского называли основателем монастырей (6 %), религиозным деятелем (5 %), православным (3 %), священником (2 %). Также некоторые участники опроса считают его защитником людей (1 %), великой исторической личностью (1 %), человеком, способствовавшим сохранению государства (1 %) и прочее.
— ВЦИОМ
Такие характеристики, как «воин (богатырь)», «великомученик», «иконописец», набрали по 1 %.

## Орден и медаль Сергия Радонежского
Орден Преподобного Сергия Радонежского (трёх степеней) и медаль Преподобного Сергия Радонежского (двух степеней) входят в число наград Русской православной церкви.
Знак преподобного Сергия Радонежского является одной из наград Московской области, вручаемой за заслуги в социально-экономическом развитии Московской области, государственной гражданской и муниципальной службе, общественной и благотворительной деятельности, а также за исключительные спортивные достижения.

### Исторический фон
- Великое княжество Московское
- Ростовское княжество

### Места жизни в миру
- Ростов Великий
- Радонеж

### Монашеская жизнь
- Троице-Сергиева Лавра
- Преподобные

### Современники
- Алексий Московский
- Киприан Киевский
- Симеон Гордый
- Иван Иванович Красный
- Дмитрий Донской

### События
- Куликовская битва

### Агиографы (составители жития)
- Епифаний Премудрый
- Пахомий Логофет
- Димитрий Ростовский
- Никон (Рождественский)

### Разное
- Содружество Святого Албания и Святого Сергия
- Свято-Сергиевский православный богословский институт

## Комментарии
1. ↑  Краткие именования — преподобный Сергий, авва Сергий.
2. ↑  Дату 3 мая 1314 года приводят Николай Борисов и современные варианты жития. См. подробности в соответствующем разделе.➤
3. ↑  Большинство исследователей (Константин Аверьянов, Владимир Кучкин, Борис Клосс) считает, что Сергий Радонежский родился в мае 1322 года (1 мая, 3 мая, конец мая). См. подробности в соответствующем разделе.➤
4. ↑  Цитируемый в данной статье вариант Епифаниевой редакции жития ничего не сообщает об их участии в битве.
5. ↑  Особенность характеризует не писателя, а его конкретное произведение: «В отличие от своей предыдущей агиобиографии Епифаний наполняет описание жизни преподобного Сергия чудесами». (См. Кириллин, В. М., Епифаний Премудрый: «Житие Сергия Радонежского». Архивная копия от 13 апреля 2014 на Wayback Machine.)
6. ↑  Зная, что Пахомий был профессиональным литератором (см. врезки), полученное им задание мы можем смело назвать заказом.
7. ↑  Надежда Феоктистовна Дробленкова около 40 лет проработала в Отделе древнерусской литературы Пушкинского Дома. Архивная копия от 23 апреля 2017 на Wayback Machine.
8. ↑  В цитированной выше публикации Дробленковой говорится о митрополите Филарете Черниговском, но приводится ссылка на книгу московского митрополита Филарета (Дроздова). На самом деле, оба написали свой вариант жития.
9. ↑  Вот лишь некоторые издания последних лет:
  - Никон (Рождественский), архимандрит. Житие преподобного Сергия Радонежского. — М.: Артос-Медиа, 2007. — 304 с.
  - Никон (Рождественский), архиепископ. Житие преподобного Сергия Радонежского. — 3-е изд. — М.: Издательство Сретенского монастыря, 2010. — 223 с. — (Жития Святых). — 5000 экз. — ISBN 978-5-7533-0496-4.
  - Никон (Рождественский), архиепископ. Житие, чудеса и подвиги преподобного и Богоносного отца нашего Сергия, игумена Радонежского и всея России чудотворца. — М.: Ковчег, 2010. — 416 с. — (Великие святые России). — 7000 экз. — ISBN 5-7850-0088-1.

Различные издательства: 1) издают книгу под разными названиями и 2) по-разному именуют автора (то архимандритом, то архиепископом), что может вызвать недоразумения. По этой причине имеет смысл пояснить: как бы ни именовался автор, имеется в виду один и тот же человек
10. ↑  В 1946 году Пасха была 21 апреля. Архивная копия от 23 февраля 2015 на Wayback Machine), а Великая Суббота — на 20 апреля.
11. ↑  Не знающие подробностей биографии, не знающие имени Сергия Радонежского и затрудняющиеся с ответом.
12. ↑  76 = 48 + 27 + 1 = 100 — 24.

### Жития преподобного Сергия
- Житие и чудеса преподобного и богоносного отца нашего Сергия, Радонежского чудотворца // Жития святых на русском языке, изложенные по руководству Четьих-Миней свт. Димитрия Ростовского : 12 кн., 2 кн. доп. — М.: Моск. Синод. тип., 1903—1916. — Т. I: Сентябрь, День 25. — С. 511.
- Древние жития преподобного Сергия Радонежского / Собр. и изд. орд. акад. Николаем Тихонравовым. — М.: тип. Г. Лисснера и Д. Собко, 1892.
- Никон (Рождественский). Житие и подвиги преподобного и богоносного отца нашего Сергия игумена Радонежского и всея России чудотворца. — Сергиев Посад, 2003.
  - Никон (Рождественский). Житие и подвиги преподобного и богоносного отца нашего Сергия, игумена Радонежского и всея России чудотворца / Рис. С. Д. Милорадовича. — 5-е изд., испр. и доп. многими рисунками. — М.: Сергиев Посад, 1904.
- Житие и чудеса преподобного Сергия игумена Радонежского, записанные преподобным Епифанием Премудрым, иеромонахом Пахомием Логофетом и старцем Симоном Азарьиным

### Иконография
- Сергий Радонежский на сайте Храмы России
- СЕРГИЙ РАДОНЕЖСКИЙ, ПРЕПОДОБНЫЙ ВСЕЯ РУСИ. ИКОНОГРАФИЯ

### Видеоматериалы
- Сергий Радонежский заступник Руси (2014)
- Обитель Сергия Радонежского. На последнем рубеже. К 700 летию святого
- Сергий Радонежский. Земное и небесное (2014)